# Temple funéraire d'Hatchepsout
Le temple funéraire d'Hatchepsout est un temple des millions d'années datant de la XVIIIe dynastie ; il est le temple le mieux conservé de Deir el-Bahari sur la rive ouest du Nil à Thèbes. Son architecture est saisissante. Les pylônes sont remplacés par des portiques à l'entrée de chaque terrasse. L'ensemble du temple est construit en calcaire.
L'ensemble du cirque de Deir el-Bahari est principalement dédié aux dieux Hathor et Amon-Rê, Anubis et Iounmoutef. Le temple a été utilisé jusqu'à la période ptolémaïque. À l'époque copte, le monastère de St. Phoibammon a été construit sur le temple.

## Histoire du site

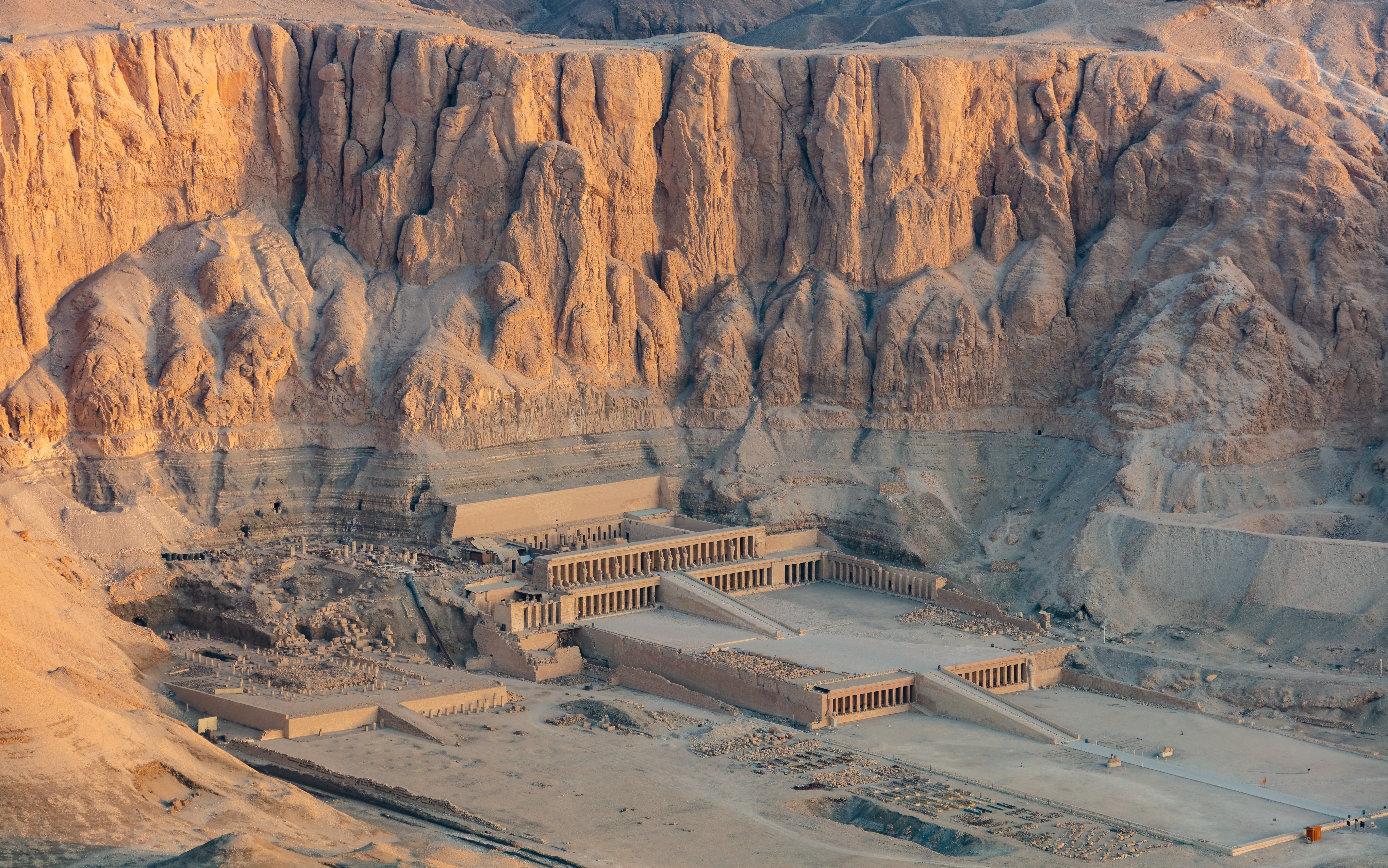
Le temple au pied de la montagne à pic, en avril 2022.

### Construction du monument

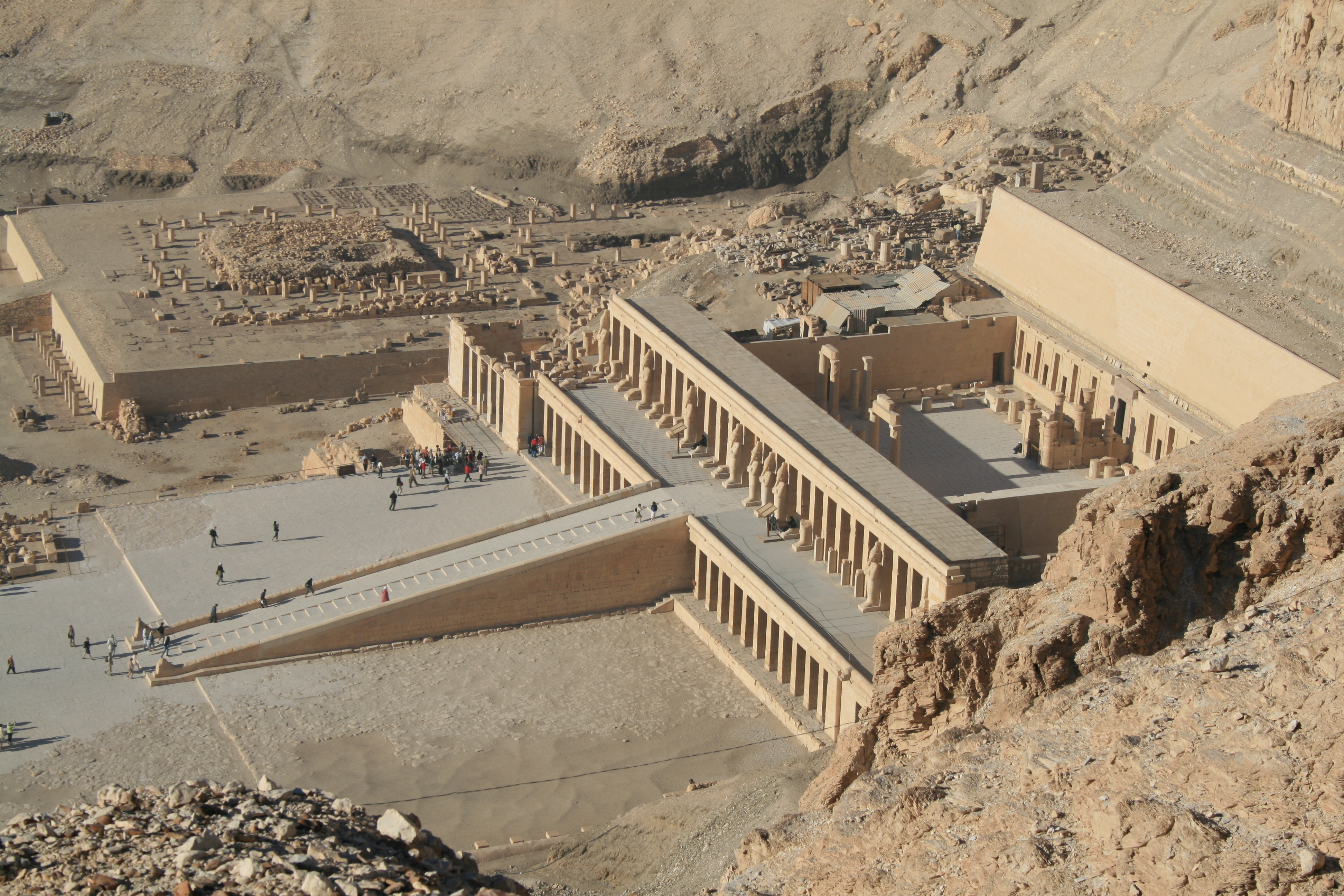
Temple funéraire d'Hatchepsout.

Le temple a été construit en quinze ans environ, de l'an 7 à l'an 22 du règne de la reine Hatchepsout. L'intendant Sénènmout en est considéré comme l'architecte, ce qui est indiqué par diverses représentations de Sénènmout et l'existence de la tombe inachevée (TT353) prévue pour lui sous la première terrasse. Malgré les nombreuses spéculations sur la relation entre Sénènmout et Hatchepsout, la position exacte qu'il occupait à la cour et la raison pour laquelle il n'a pas été enterré dans cette tombe sous le temple sont inconnues. Outre Sénènmout, Hapouseneb, Nehesy, Djéhouti, Minmose ont également participé à la construction du temple, comme en témoignent les pierres tombales qui ont été installées dans le temple et les rampes. Pendant la damnatio memoriae qui a également touché la reine Hatchepsout, le temple a été lourdement endommagé, de nombreuses représentations murales et statues ont ainsi été détruites.

### Redécouverte du monument

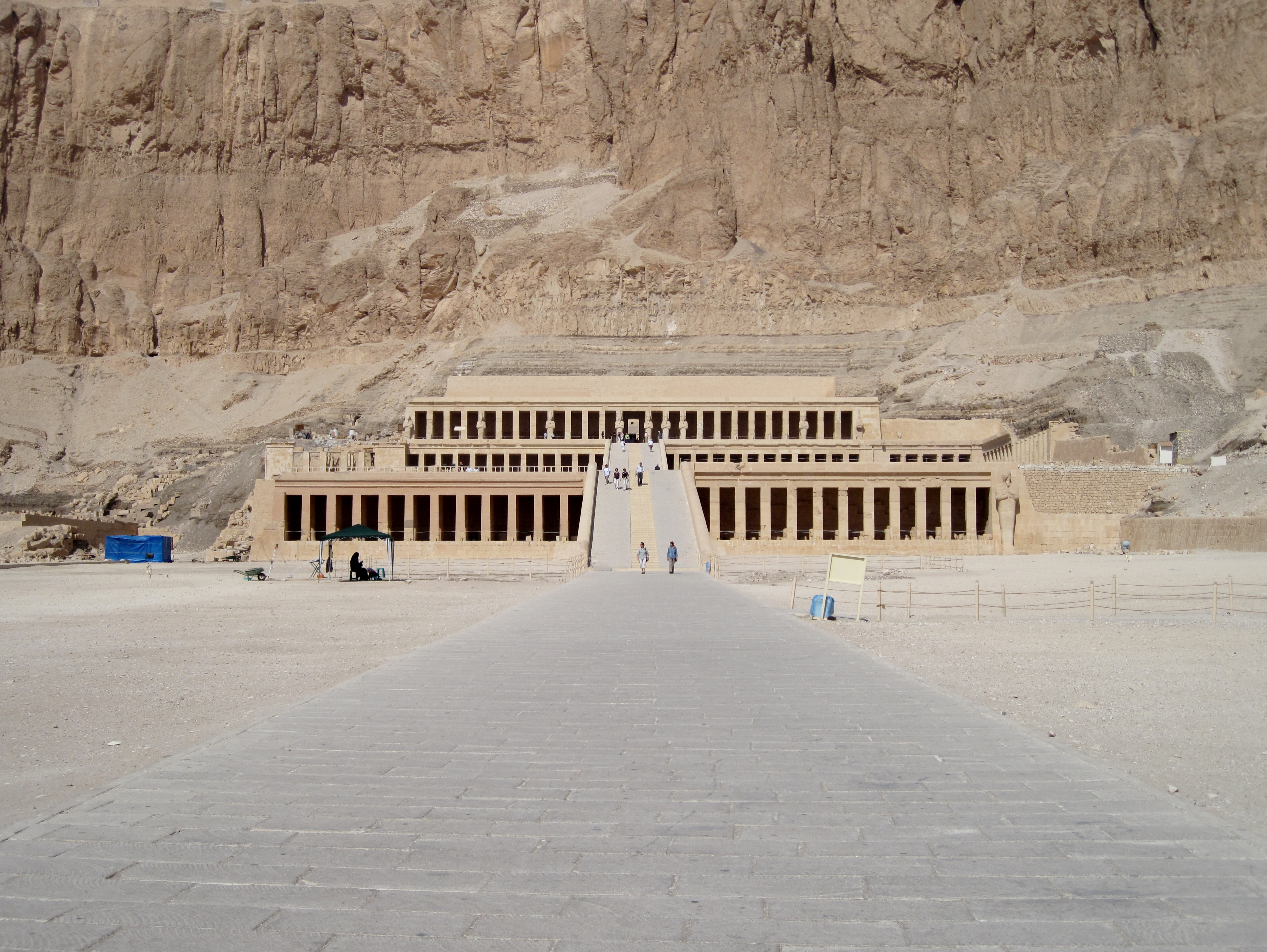
Vue de face, avec sa paroi rocheuse en arrière-plan.

Au XIXe siècle, Auguste Mariette a effectué les premières explorations du site, mais ne les a pas publiées. Édouard Naville, qui a travaillé à Deir el-Bahari pour la Société d'exploration de l'Égypte de 1893 à 1897 et de 1903 à 1906, a dégagé les deux premiers hivers des rochers écrasés et le monastère copte pour atteindre les parties du temple qui gisaient sous les décombres après des milliers d'années d'abandon. Howard Carter, également employé par la Société d'exploration de l'Égypte, a copié les peintures et inscriptions avec d'autres artistes. Naville a documenté son travail en détail en sept volumes : The Temple of Deir el Bahari. (= Egypt Exploration Fund. [EEF], Bd. 12–14, 16, 19, 27, 29). 7 Bände, London, 1894–1898. 

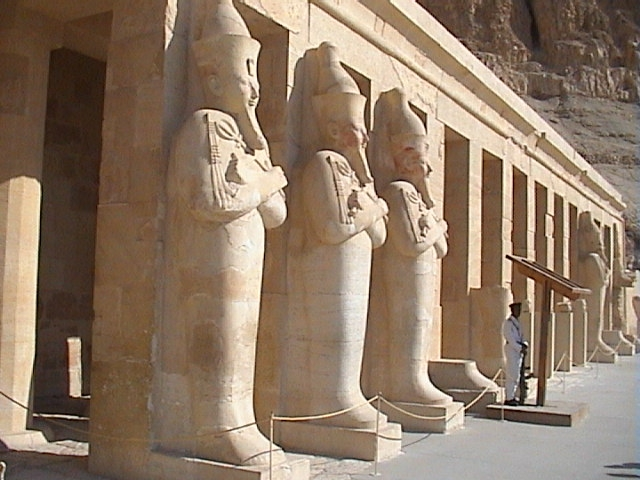
Piliers osiriaques du troisième portique.

Des fouilles ultérieures ont été effectuées entre 1911 et 1931 par Herbert E. Winlock pour le Metropolitan Museum of Art et Émile Baraize pour le Conseil suprême des Antiquités égyptiennes, documenté dans l'ouvrage : Herbert Winlock: Excavations at Deir el Bahri: 1911–1931, 1942. 
Certains des piliers de statues détruits pendant la damnatio memoriae ont été trouvés et reconstruits dans une carrière voisine en 1934 par une expédition du Metropolitan Museum of Art de New York. 
À partir de 1961, Zygmunt Wysocki et Janus Karkowski ont effectué des travaux de reconstruction et de restauration pour le Polish Center of Mediterranean Archeology de l'université de Varsovie en collaboration avec le Conseil suprême des Antiquités égyptiennes.

### Massacre du 17 novembre 1997
Dans un massacre de masse sur le site du temple le 17 novembre 1997, soixante-deux personnes ont perdu la vie. La plupart étaient des touristes occidentaux, dont trente-six suisses.

## Architecture

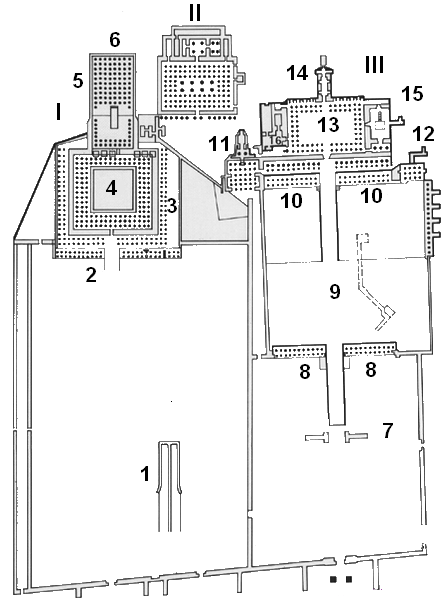
Carte des temples de Deir el-Bahari
(I) Temple de Montouhotep II
(II) Temple de Thoutmôsis III
(III) Temple d'Hatchepsout

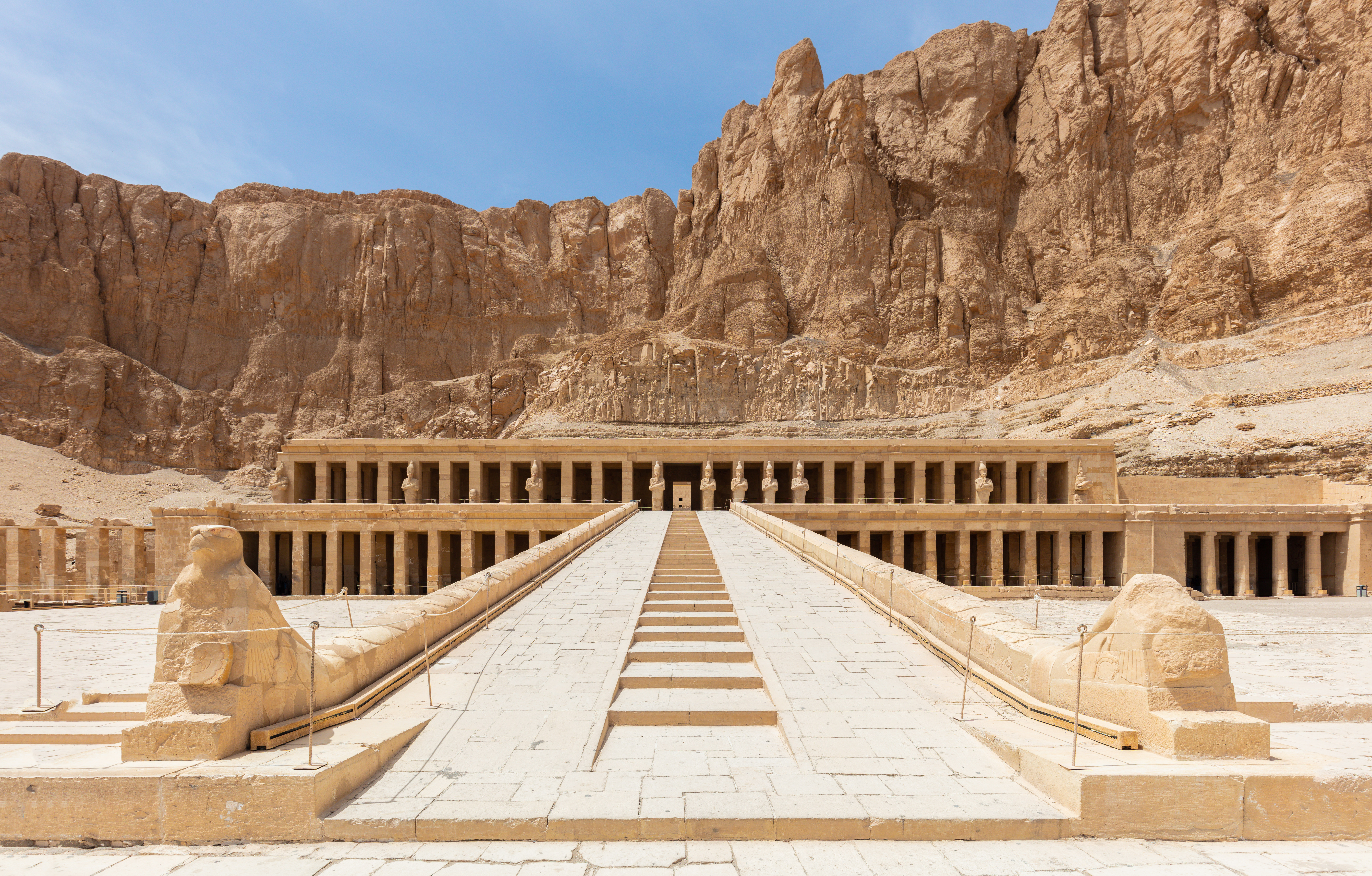
Vue d'ensemble du temple funéraire en avril 2022.

La voie processionnelle d'environ un kilomètre de long mène de l'est du complexe au temple de la vallée d'Hatchepsout, à la lisière de la terre fertile, puis de ce temple de la vallée au Nil et de l'autre côté du fleuve au temple d'Amon-Rê à Karnak. La voie processionnelle était à l'origine bordée de sphinx des deux côtés. Les sphinx étaient en grès et provenaient de la carrière de Gebel Silsileh.

### Portique et terrasses

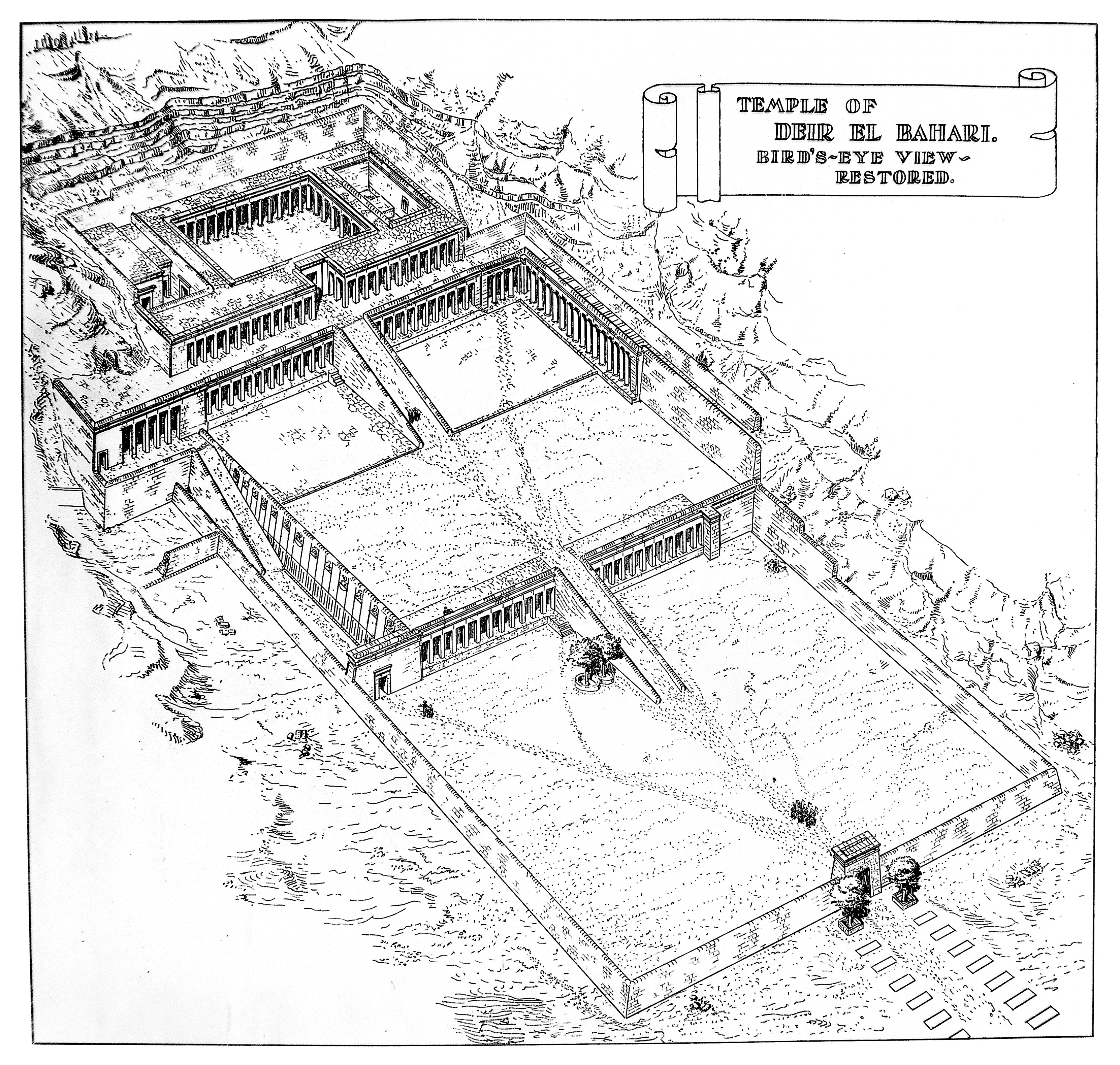
Restitution du temple d'Hatchepsout à Deir el-Bahari.

L'architecture de ce temple se distingue de celle des temples classiques, qui se composent de pylônes et de cours, du fait que ces pylônes classiques ont été remplacés par des portiques et que les cours attenantes sont devenues des terrasses reliées par des rampes. 
De l'est, la route processionnelle, longue d'environ un kilomètre, mène à une grande cour, sur le côté ouest de laquelle se trouve le premier portique (position 8), constitué de deux rangées de piliers. Elle est ouverte à l'est et de chaque côté du portique se trouve une statue colossale d'Hatchepsout. Le premier portique est constitué dans sa moitié sud (c'est-à-dire à gauche de la rampe) par la salle des obélisques, il porte ce nom car les représentations murales montrent principalement la production à Assouan, le transport et l'érection de deux obélisques dans le temple de Karnak. Dans sa moitié nord se trouve ce qui est appelée la salle de chasse, car elle représente principalement des scènes de chasse aux oiseaux aquatiques et aux poissons.

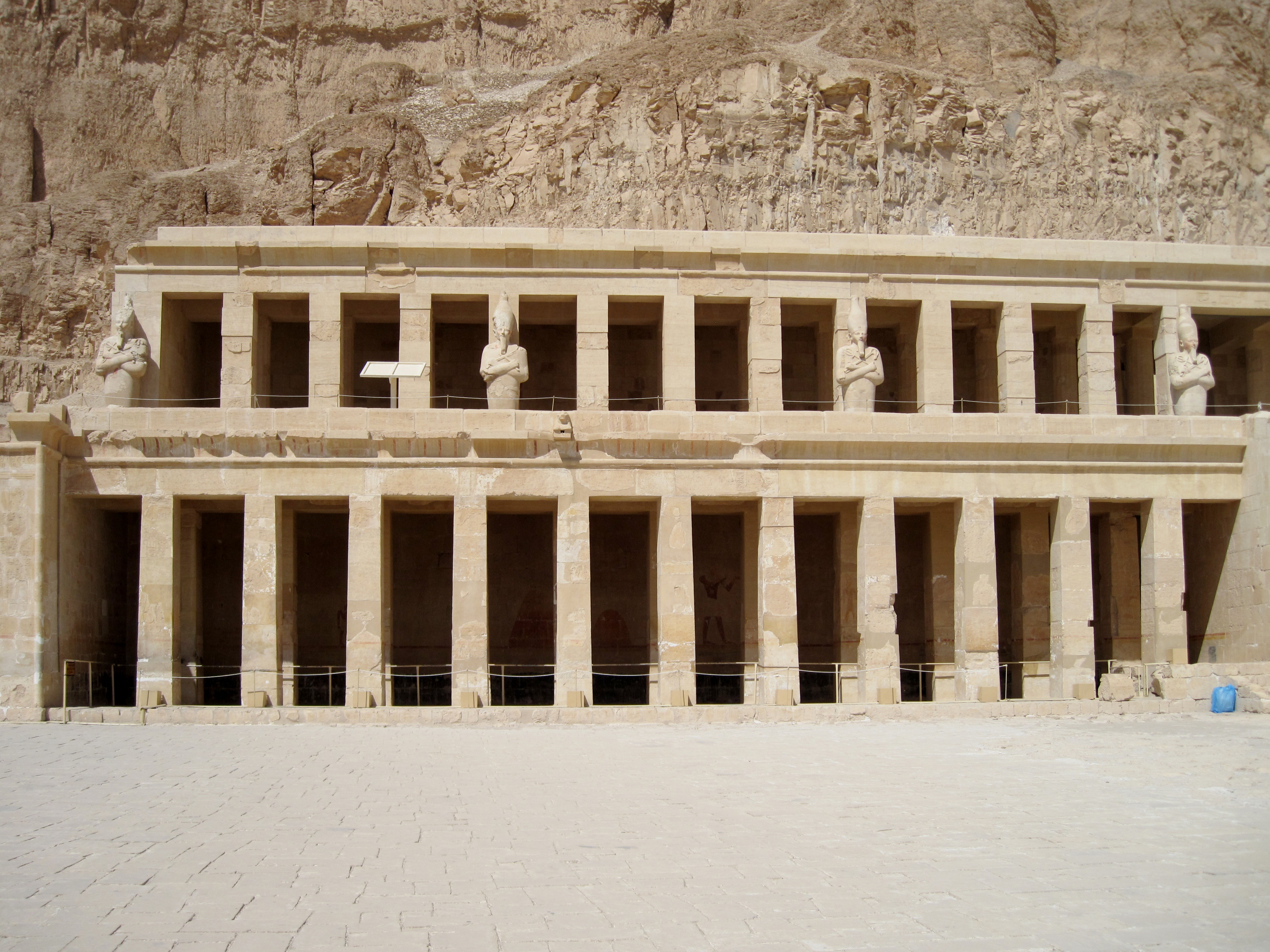
Portique de Pount.

Au milieu, une rampe mène à la première terrasse. Sur le côté ouest de cette terrasse se trouve le deuxième portique (position 10), qui est également ouvert à l'est et il y a également une rampe au milieu qui mène à la deuxième terrasse. Le deuxième portique se compose du côté gauche de la salle de Pount, où les peintures murales représentent une expédition commerciale vers ce pays de Pount en l'an 9 du règne d'Hatchepsout et du côté droit de la salle de naissance, où est représentée la naissance divine d'Hatchepsout. Ce deuxième portique est suivie à gauche par la chapelle d'Hathor (position 11) et à droite par la chapelle d'Anubis (position 12). 
Le troisième niveau s'ouvre directement sur un troisième portique, par lequel on peut accéder à la seconde terrasse. Sur sa façade, on trouve vingt-six statues d'Hatchepsout qui sont en partie très bien conservées. Les murs nord et sud sont décorés de courses rituelles de la reine. Le mur ouest était décoré d'un texte plus grand sous Hatchepsout qui a été remplacé par d'autres reliefs sous Thoutmôsis III. Par une porte en granit dans le troisième portique, on accède à la terrasse. De la cour centrale (position 13) de cette terrasse, on va tout droit vers le sanctuaire principal d'Amon-Rê (position 14), à droite vers le sanctuaire solaire (position 15) et la chapelle sud d'Amon-Rê et à gauche on atteint les chapelles d'Hatchepsout et de Thoutmôsis Ier. (position 16), à la chapelle nord d'Amon-Rê et dans une pièce avec fenêtre dont la fonction n'est pas précisée. La cour centrale de la deuxième terrasse est également appelée la cour des fêtes. Les représentations murales montrent la procession pendant la « Belle fête de la vallée », du temple de Karnak à ce temple de Deir el-Bahari. Dans les murs de la cour, il y a différentes niches dans lesquelles se trouvaient des statues d'Hatchepsout.

### Chapelle d'Hathor

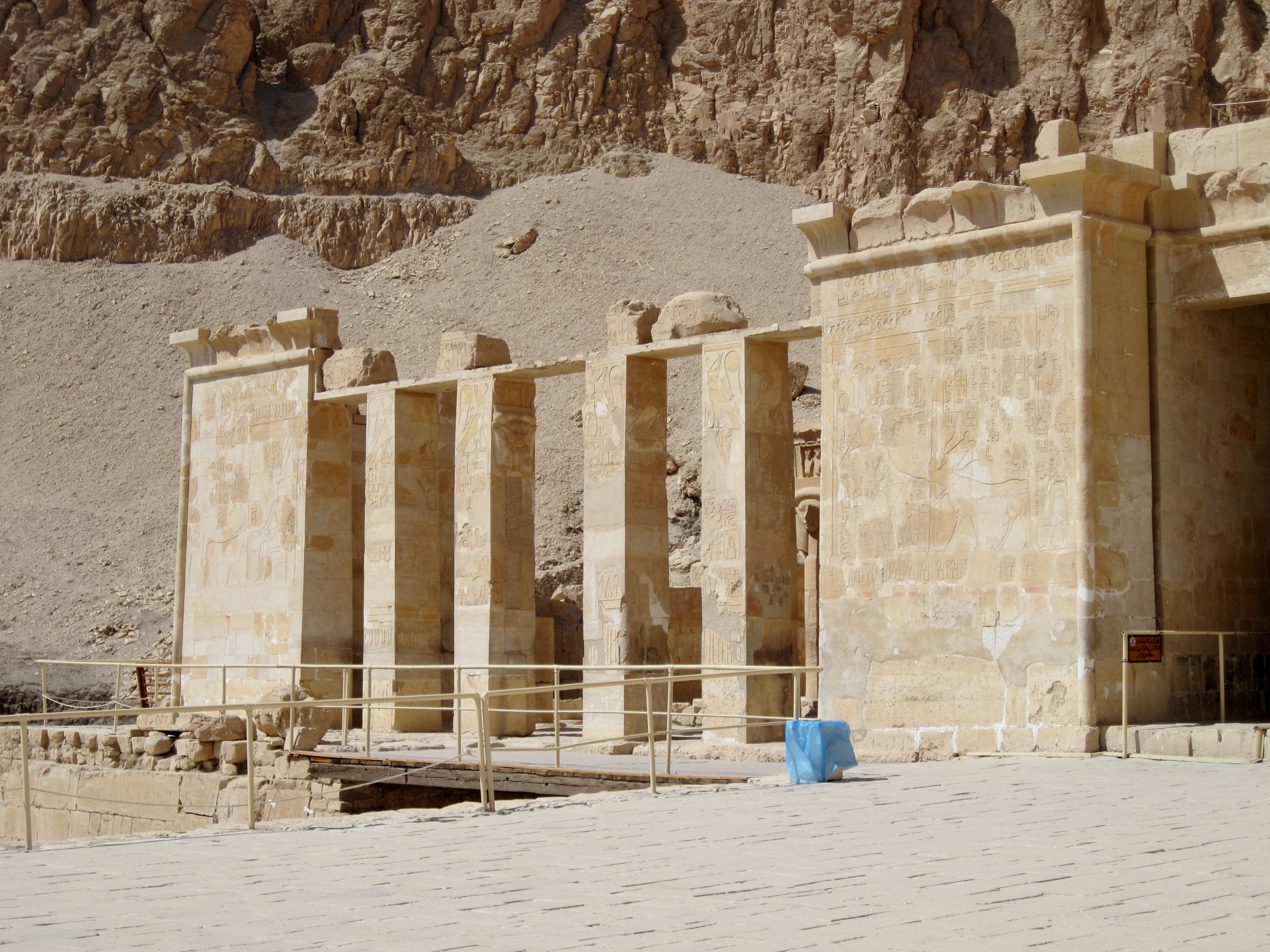
Façade de la chapelle d'Hathor.

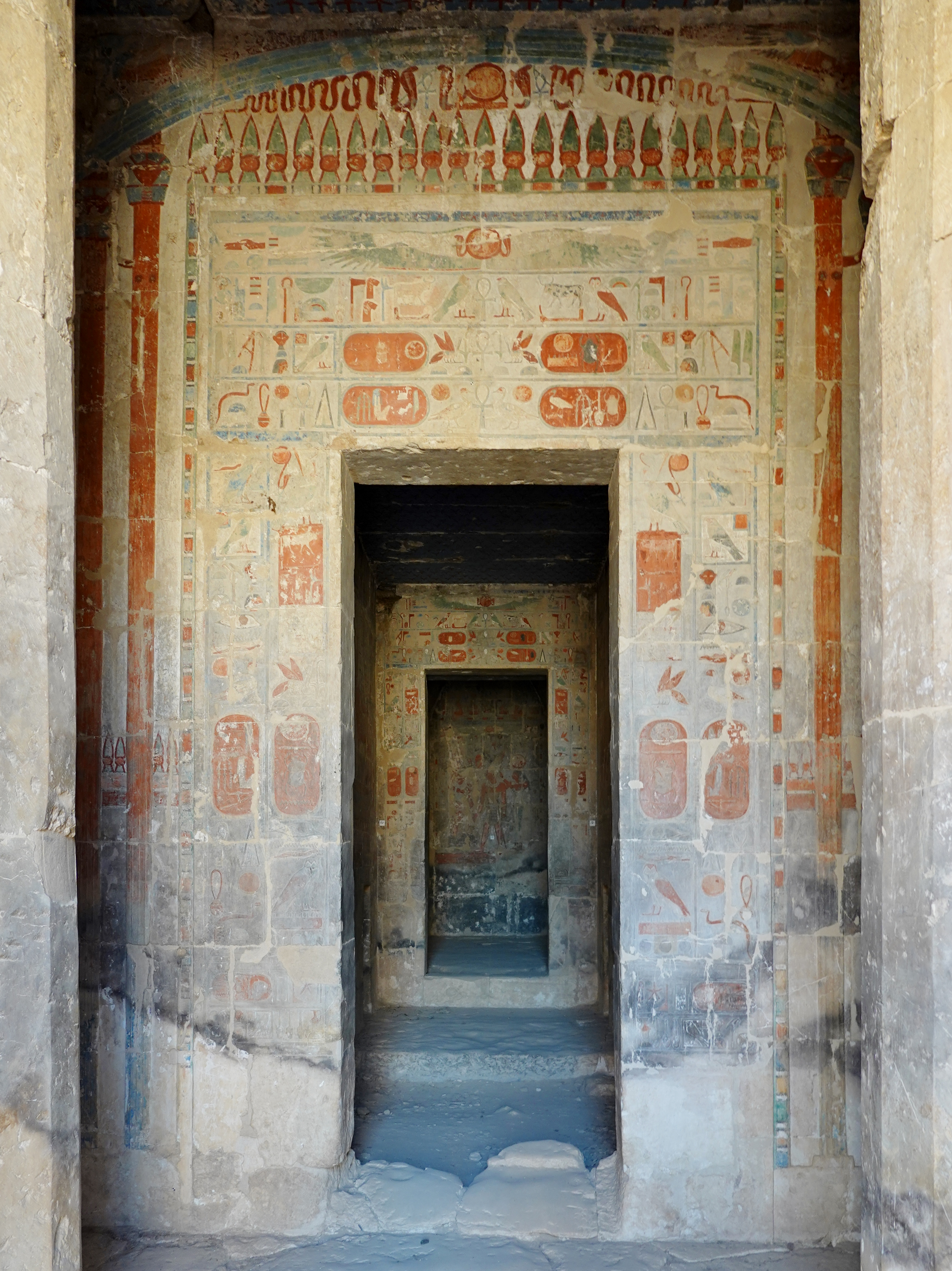
Porte de la chapelle d'Hathor.

À gauche de la salle de Pount, il y a un petit portique devant la chapelle d'Hathor. Les colonnes du milieu sont décorées de chapiteaux hathoriques. Ce portique s'ouvre à l'intérieur sur un vestibule par lequel on peut entrer dans la salle à colonnes de la chapelle. Le mur droit du vestibule montre une image d'Hathor, représentée sous la forme d'une vache. Dans le portique attenant, le mur de droite est décoré d'une image de procession de soldats avec leurs bateaux. Le mur arrière avec l'entrée dans un autre vestibule de la chapelle est décoré de représentations montrant la vache Hathor léchant la main d'Hatchepsout et de scènes de course rituelle, à gauche une course d'oiseaux et à droite une course de bateaux à rames. 
Dans la première salle de la chapelle, l'image sur le mur de gauche montre Ouret-Hékaou sacrifiant un collier de perles Ménat. Sur le mur opposé à l'entrée, on peut voir un étendard d'Hathor à côté du passage vers les pièces situées derrière et, sur le linteau, les titres royaux de Thoutmôsis II et Thoutmôsis III. Dans les deux rangées supérieures, la porte est marquée du nom d'Hatchepsout (changée en Thoutmôsis III). Sur les deux colonnes de chaque côté de la porte, il est écrit que Hatchepsout (changée en Thoutmôsis III) avait construit le temple pour sa mère Hathor, maîtresse de Thèbes. Sur le mur de gauche, la reine Hatchepsout est représentée devant la déesse Hathor et sur le mur d'entrée (changée en Thoutmôsis III) devant un jeu de balle avec la déesse. Dans la pièce suivante, il y a quatre niches. Derrière elles se trouve une petite pièce avec une représentation sur laquelle Hatchepsout (changée en Thoutmôsis III) est embrassée par Hathor devant Amon. Dans une petite pièce adjacente sur le côté gauche, il y a une image de Sénènmout. 

### Chapelle d'Anubis

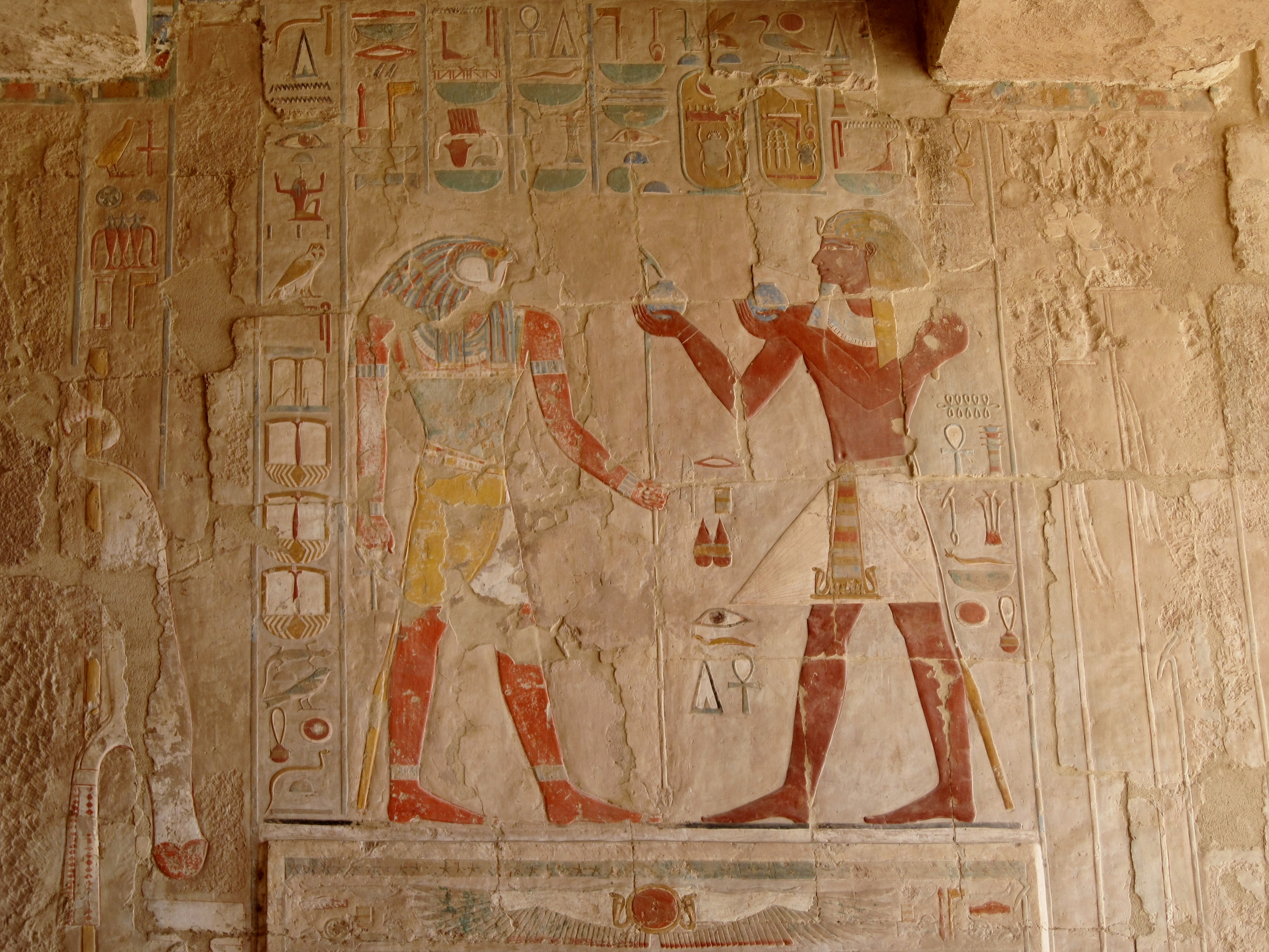
Sokar et Thoutmôsis III dans le temple d'Hatchepsout.

Le sanctuaire actuel se trouve derrière le portique de la chapelle d'Anubis. Le portique contient douze colonnes. Anubis et Hatchepsout étaient représentés sur le mur latéral droit, mais cette représentation a été détruite. Plus loin sur le mur de droite, il y a des représentations d'Osiris, de Rê-Horakhty, de Nekhbet et d'Hatchepsout. Sur le mur opposé au côté ouvert du portique, à gauche à côté du passage vers la pièce voisine, une scène de sacrifice est montrée dans laquelle Amon se voit offrir des victimes. À droite du passage se trouve une scène de sacrifice dans laquelle Anubis se voit lui aussi offrir des victimes. Le portique a une niche à droite et à gauche. La niche de droite comporte une représentation de Sokar et Thoutmôsis III. Du portique, on entre dans une petite pièce allongée, au bout de laquelle on va à droite dans une pièce également allongée, qui a une niche au fond à gauche. 
Une autre chapelle dédiée à Anubis est située au nord du sanctuaire solaire et peut être atteinte à travers elle. C'est une petite chapelle avec peu de décoration murale. 

### Sanctuaire solaire

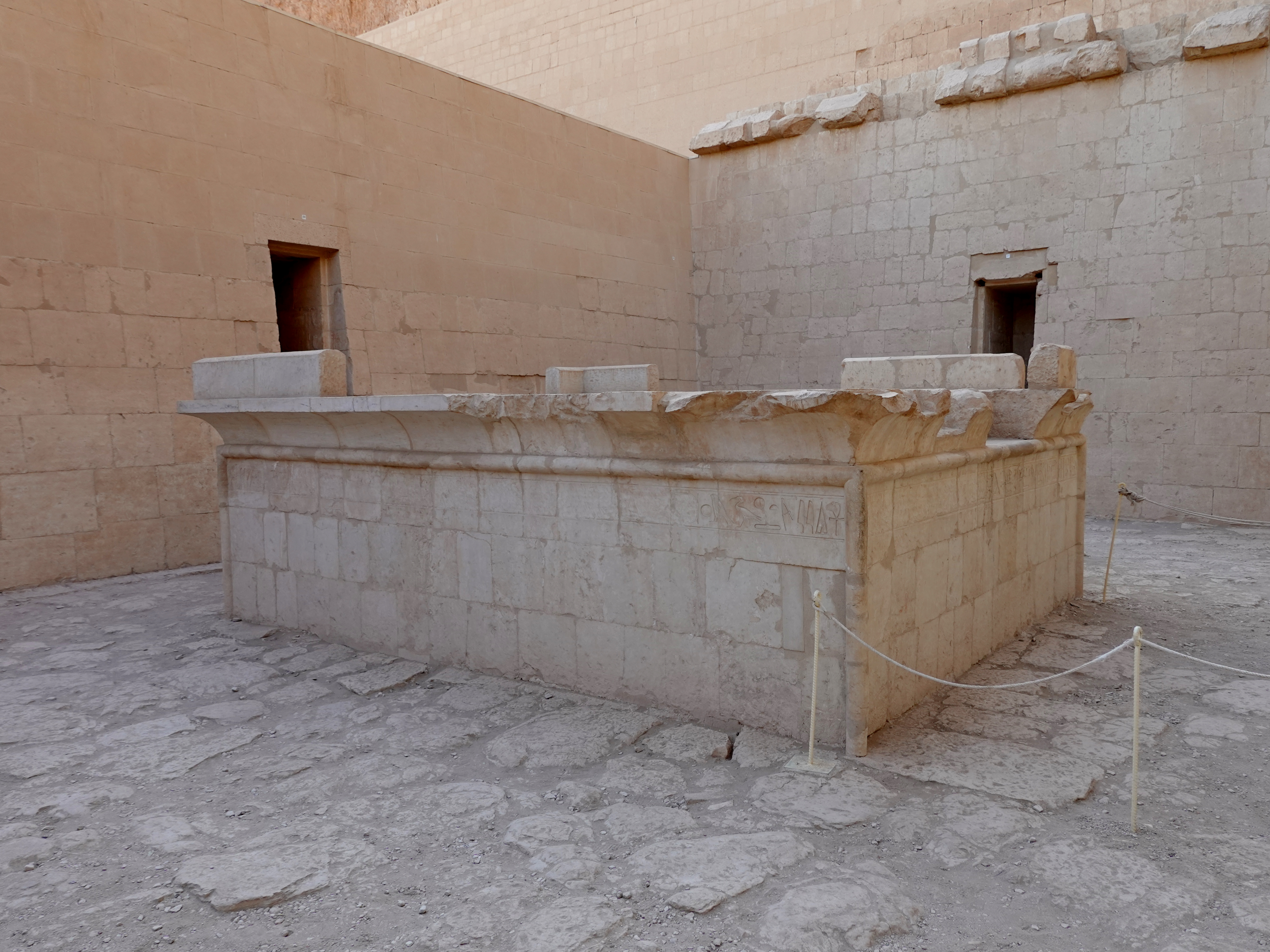
Autel du sanctuaire solaire.

Le sanctuaire solaire se compose d'une cour ouverte et d'un grand autel, auquel on peut accéder par un escalier. En passant par un vestibule, on peut entrer dans la cour du sanctuaire solaire depuis la troisième terrasse. Les murs du sanctuaire n'étaient pas décorés. Sur les murs du vestibule est représenté le voyage nocturne du soleil, du coucher au lever du soleil. 

### Chapelle d'Hatchepsout et deThoutmôsisIer
Le sanctuaire d'Hatchepsout est, avec la chapelle principale d'Amon, le plus grand sanctuaire du temple. Sur le côté opposé à l'entrée, il y a une fausse porte en granit. Un plafond voûté forme le toit. Presque rien de la riche décoration d'origine n'est conservé. Le vestibule par lequel on entre dans le sanctuaire d'Hatchepsout permet d'atteindre aussi le sanctuaire de Thoutmôsis Ier. Ici aussi, presque aucun décor n'est conservé. 

### Chapelles d'Amon-Rê

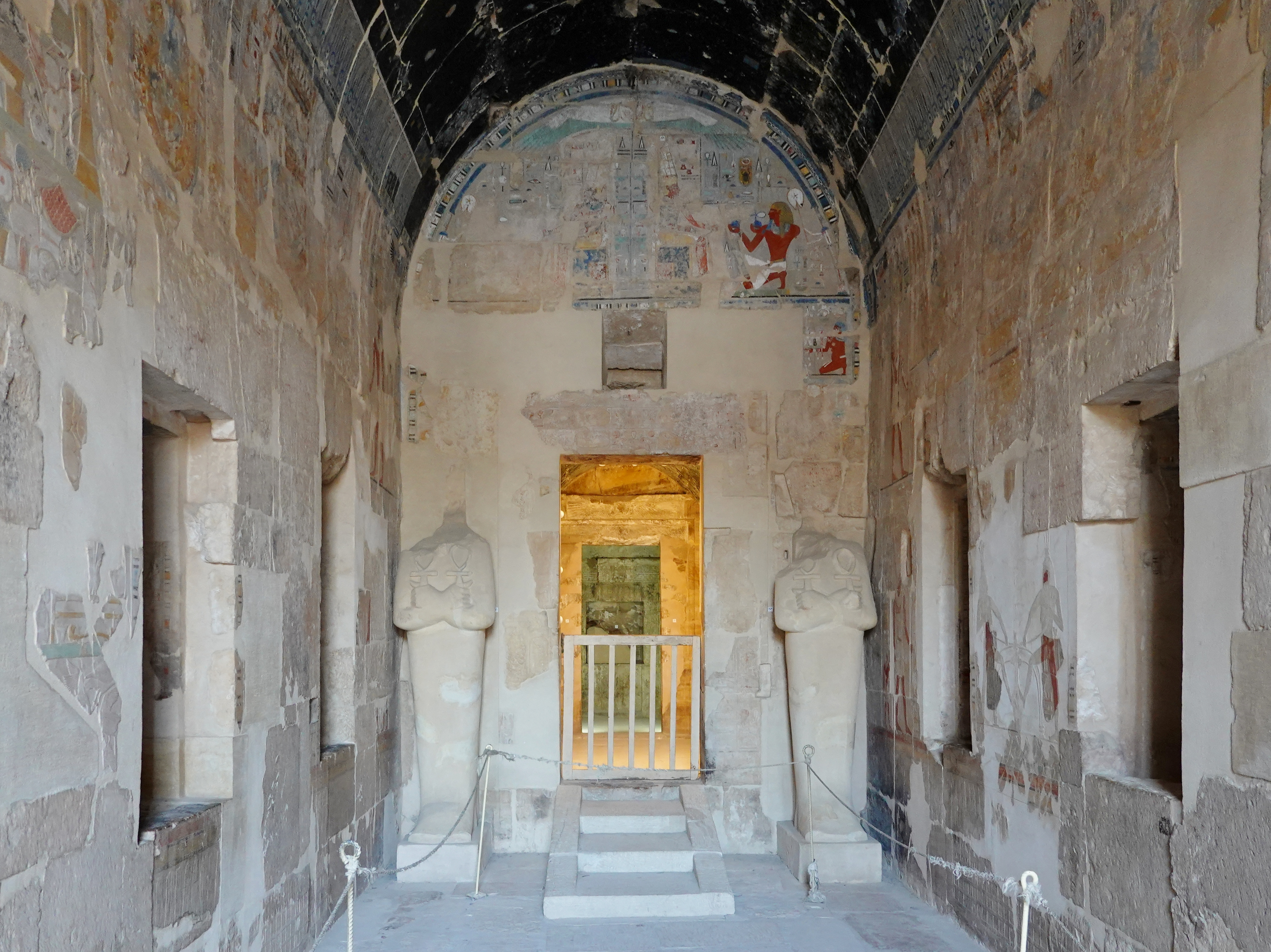
Sanctuaire d'Amon-Rê.

Par une grande porte de granit, on entre dans la première salle du sanctuaire d'Amon-Rê. Dans cette salle de la chapelle principale, il y a deux statues d'Hatchepsout, dont les têtes ont disparu. Par la porte arrière de la pièce, on entre dans les autres pièces du sanctuaire. Sous le règne d'Hatchepsout, la procession de la Belle fête de la vallée se terminait dans cette salle. La salle est couverte par un plafond voûté et comporte quatre niches. Au-dessus des deux portes, il y a une petite fenêtre par laquelle, autrefois, les rayons du soleil pénétraient dans le sanctuaire et illuminaient ainsi la statue d'Amon-Rê.
La chapelle nord d'Amon-Rê se compose d'une petite salle oblongue. Le mur arrière montre une représentation murale d'Amon-Rê enlacé avec Thoutmôsis II et sur les murs latéraux sont représentées des scènes d'offrandes. 
La chapelle sud d'Amon-Rê se compose d'une petite pièce presque carrée, sur les murs des scènes de sacrifices ont été conservées.

## Galerie

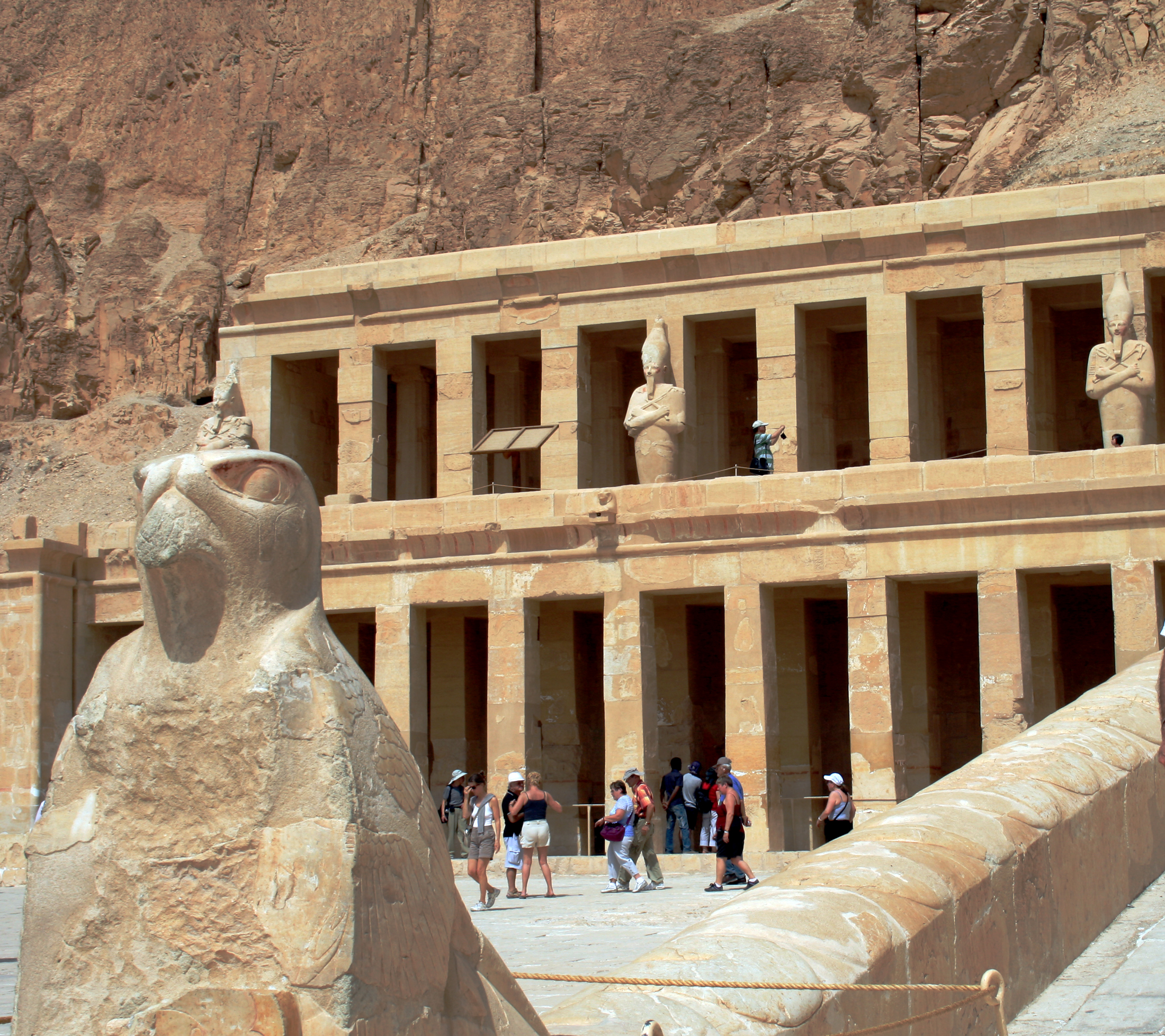
Partie sud des deuxième et troisième portiques
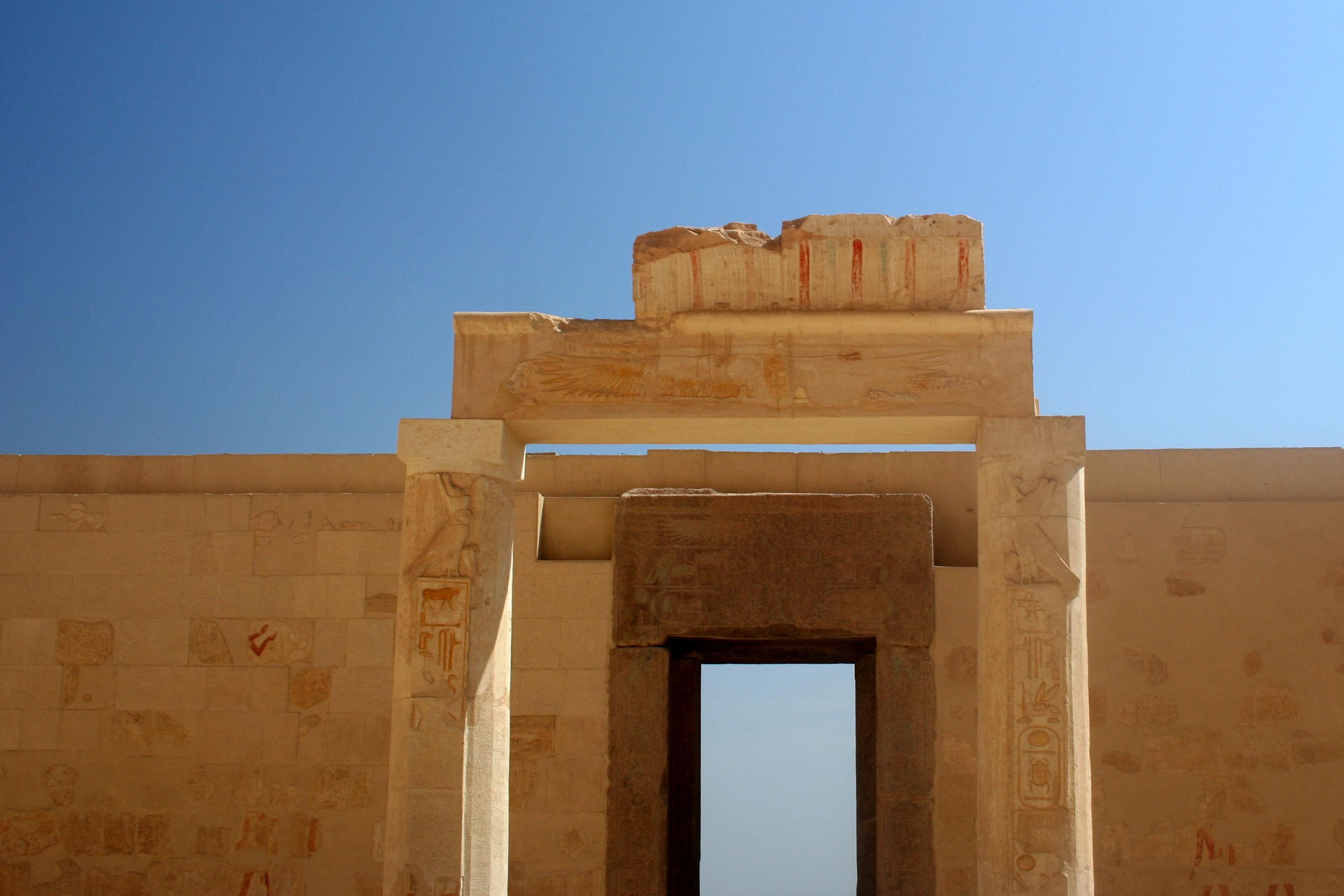
Porte du temple
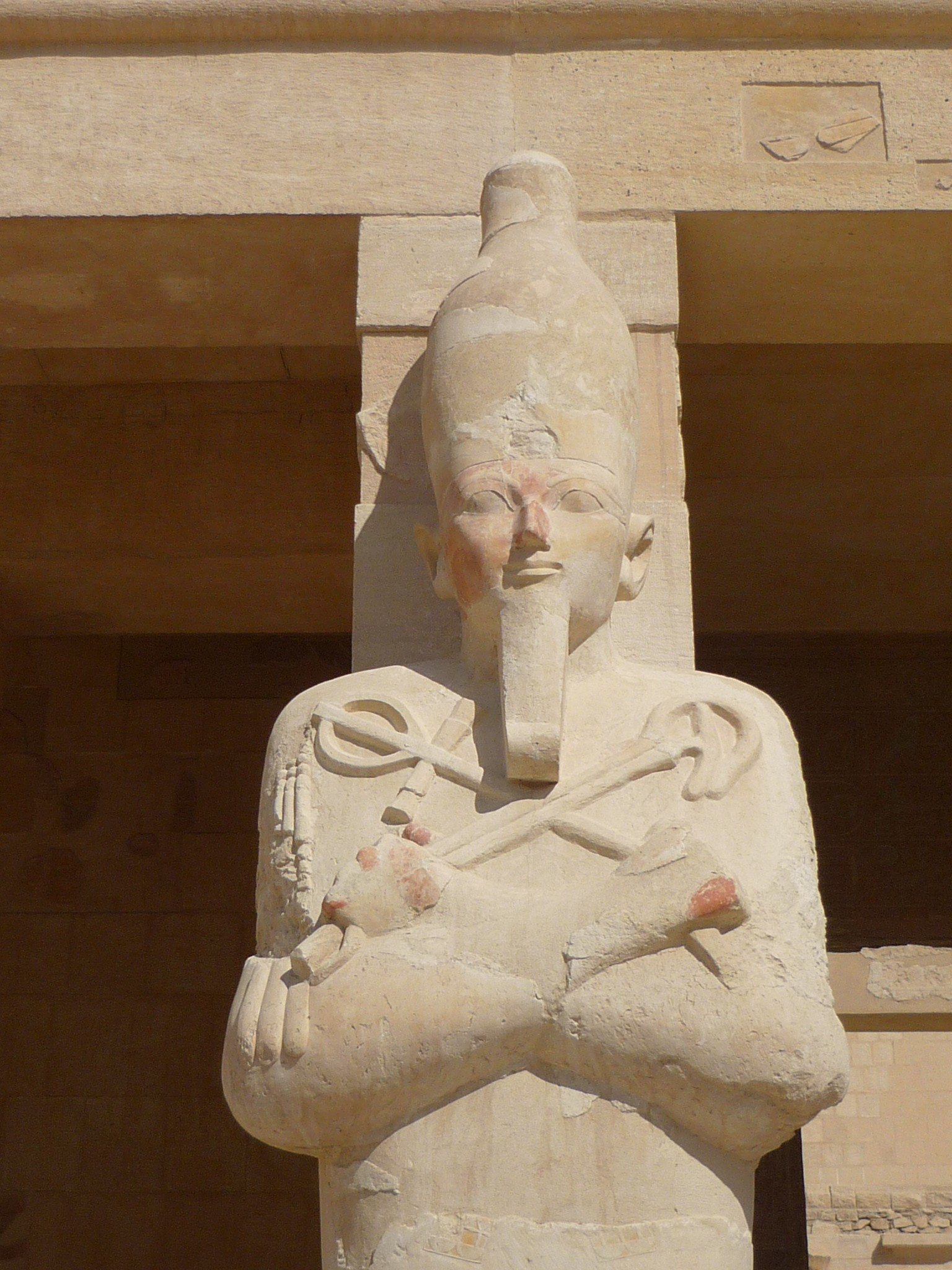
Statue d'Hatchepsout
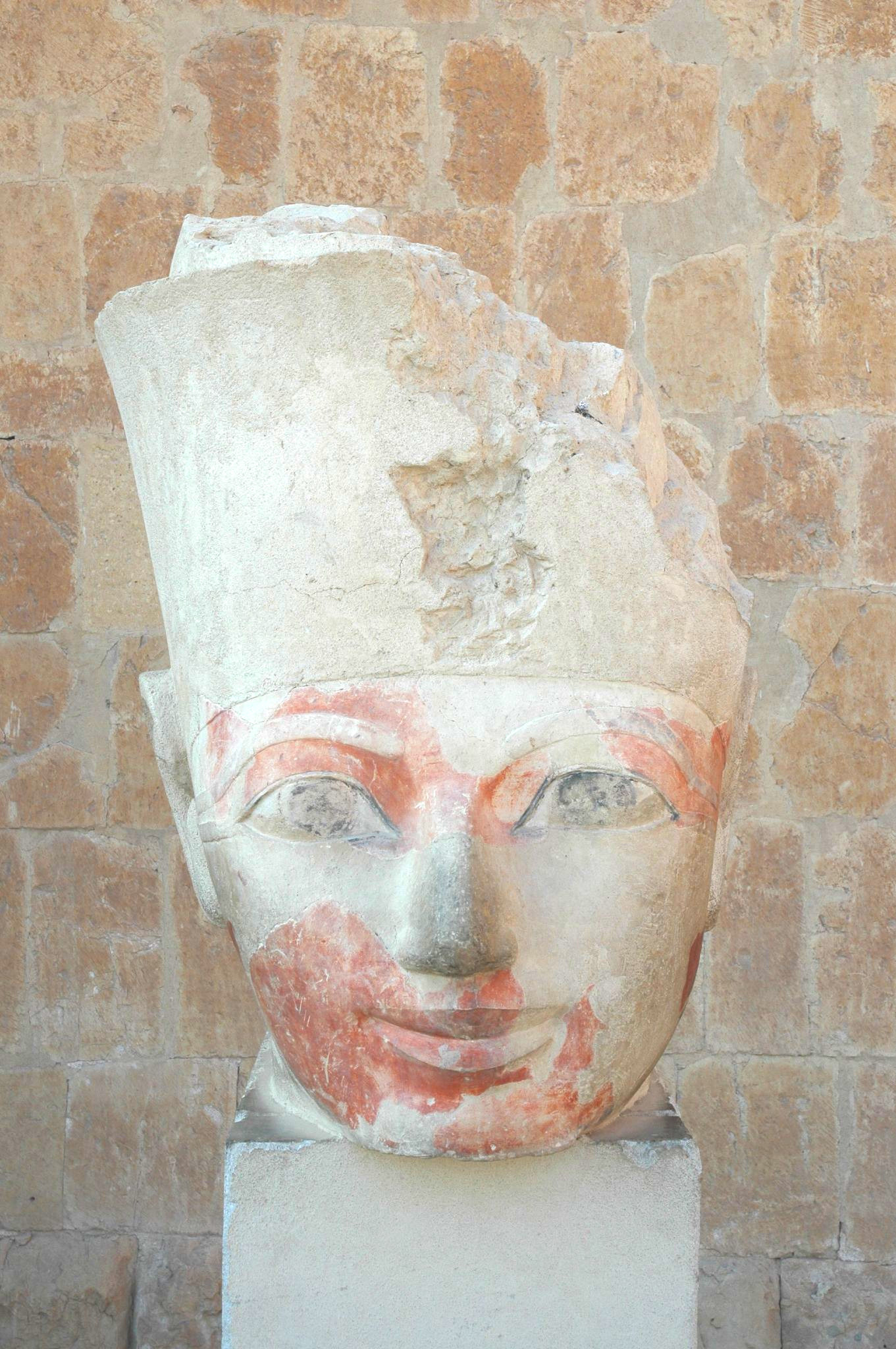
Tête de statue d'Hatchepsout
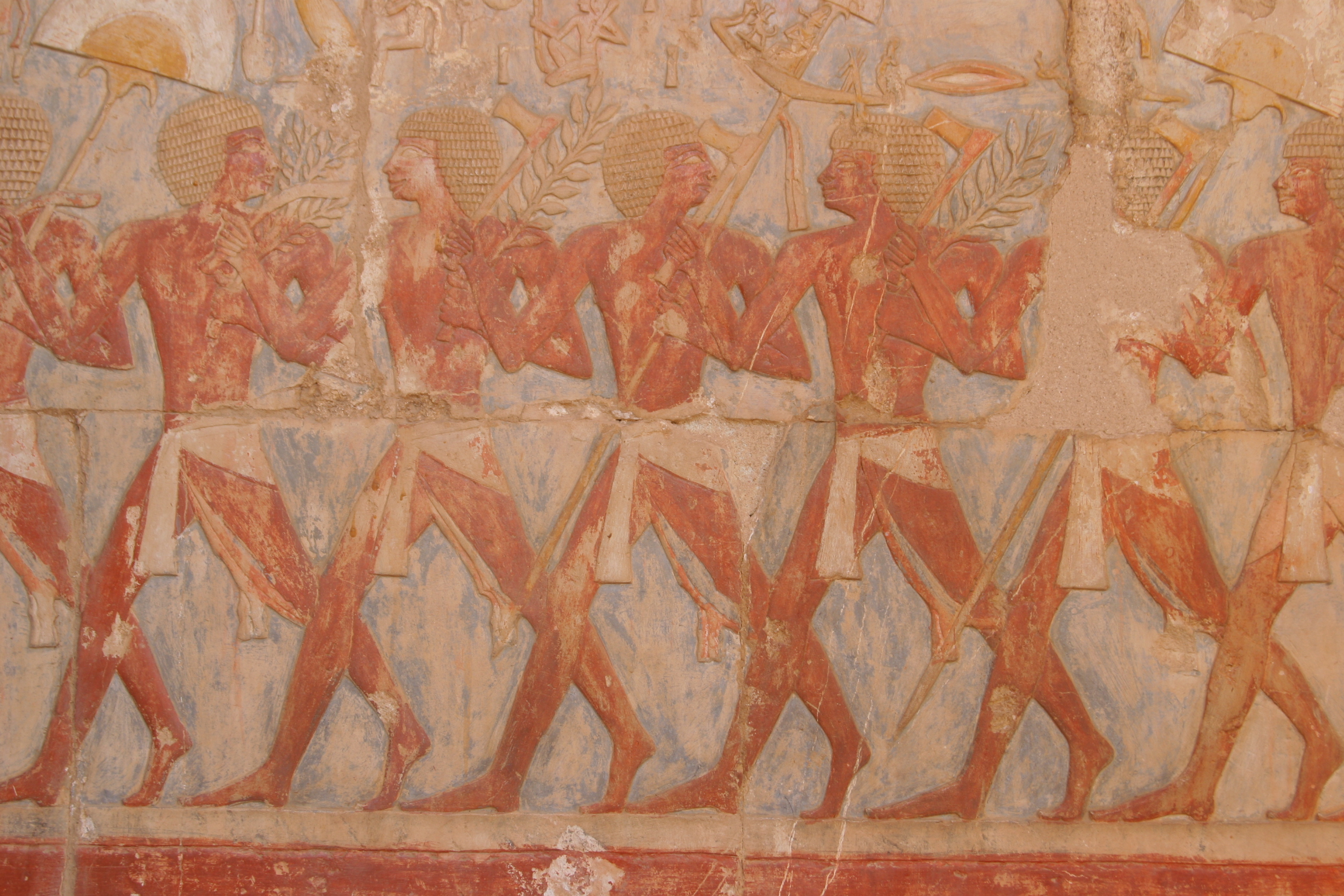
Partie du relief consacré à l'expédition vers le Pays de Pount

Reliefs du temple
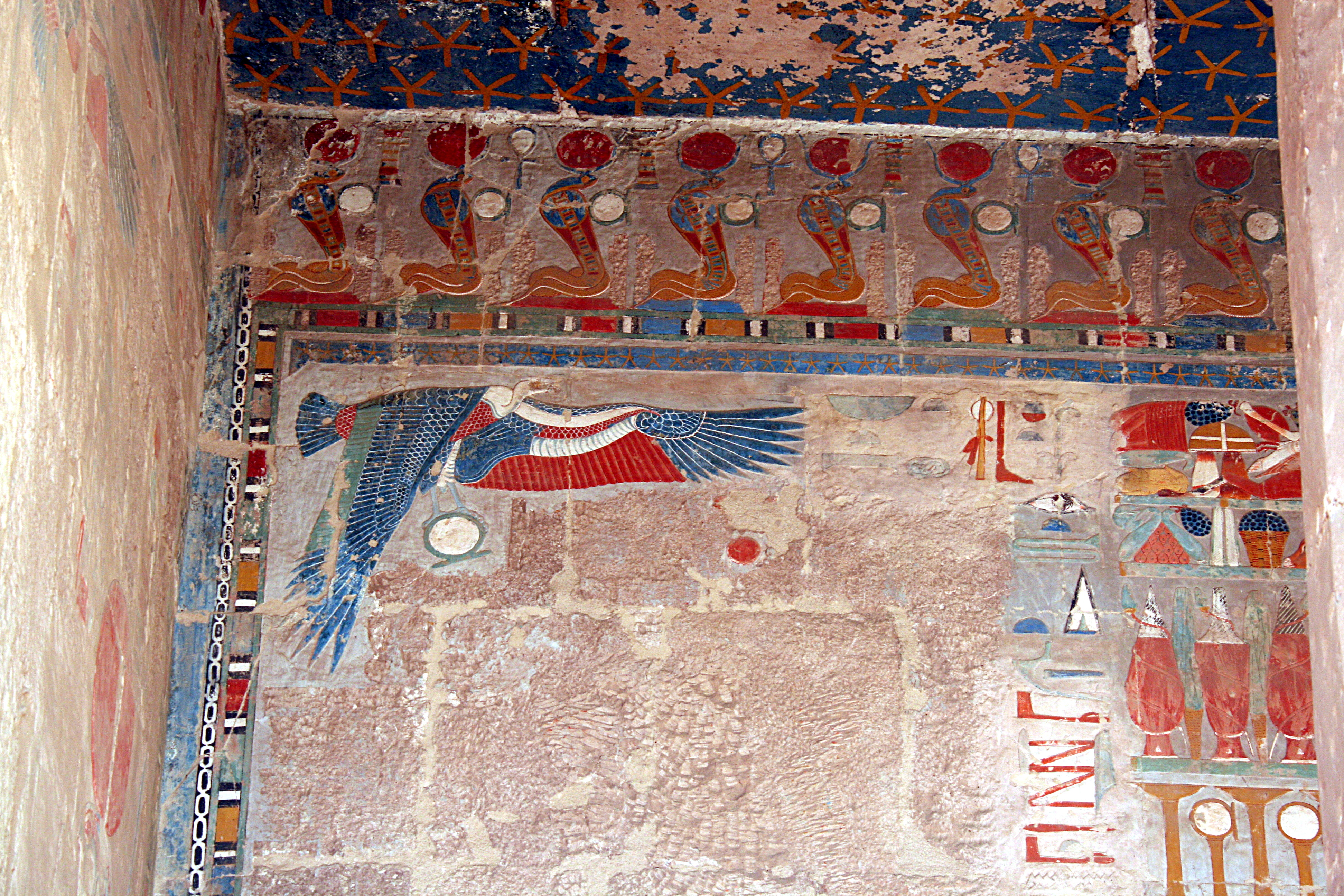
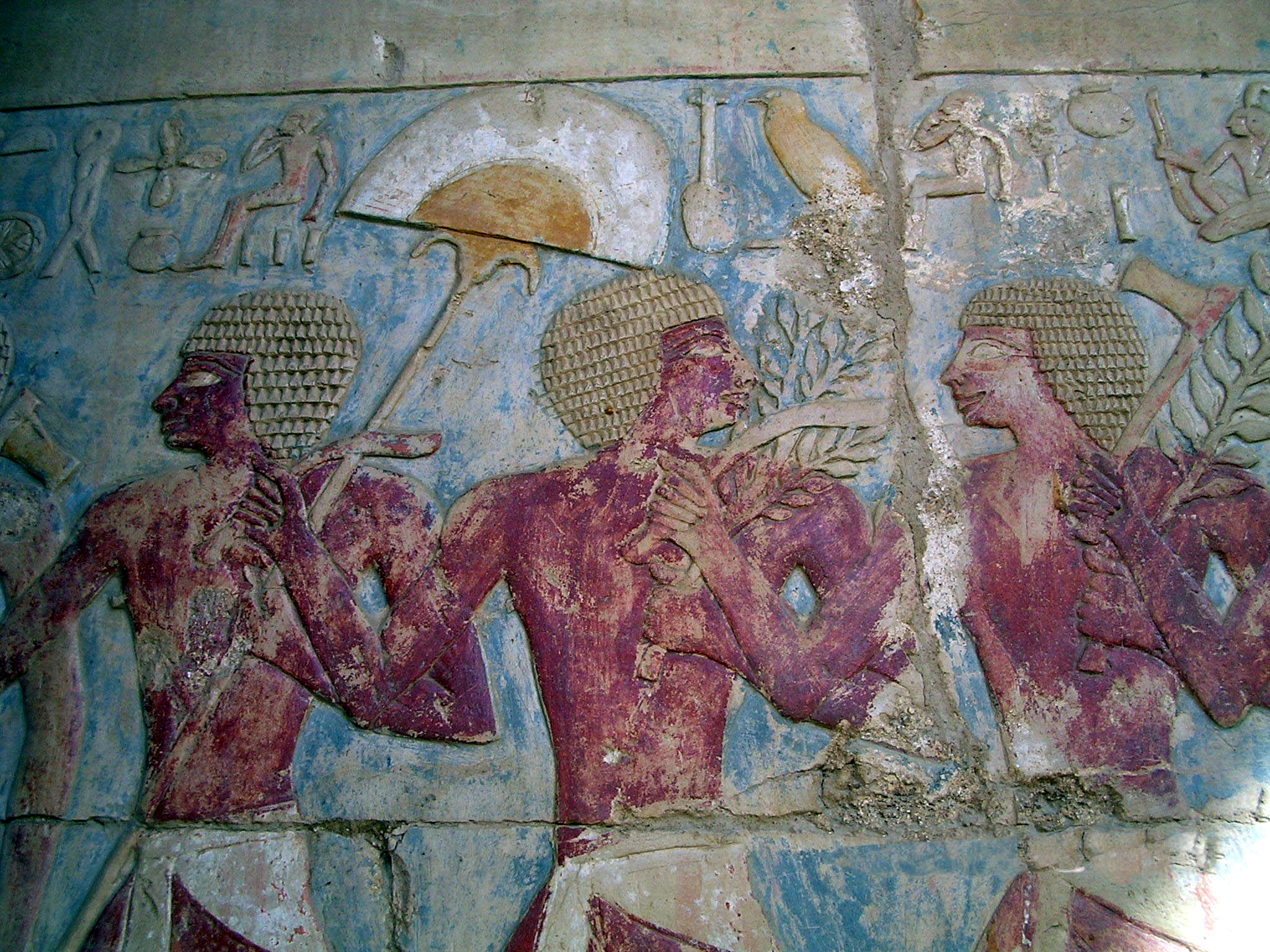
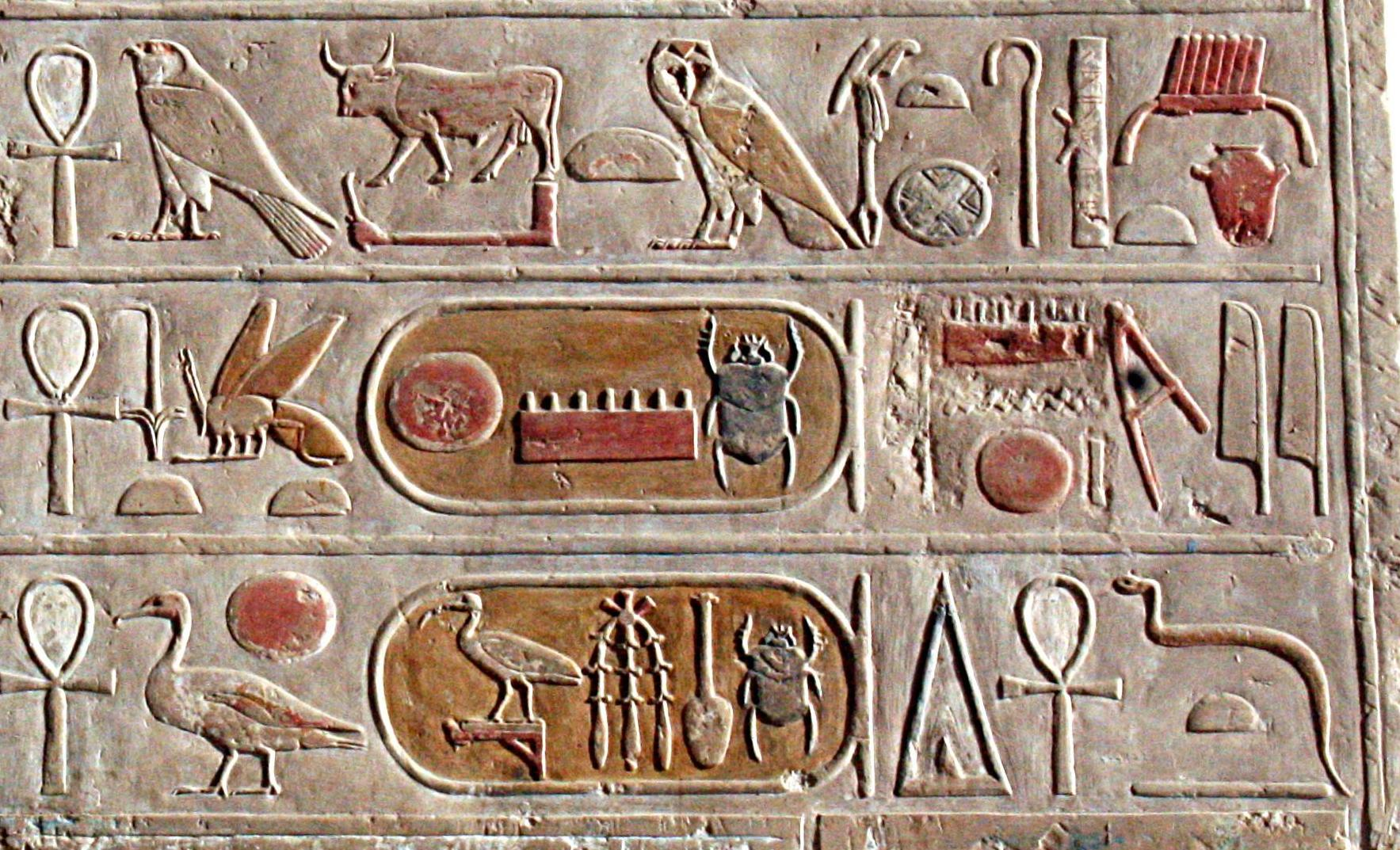
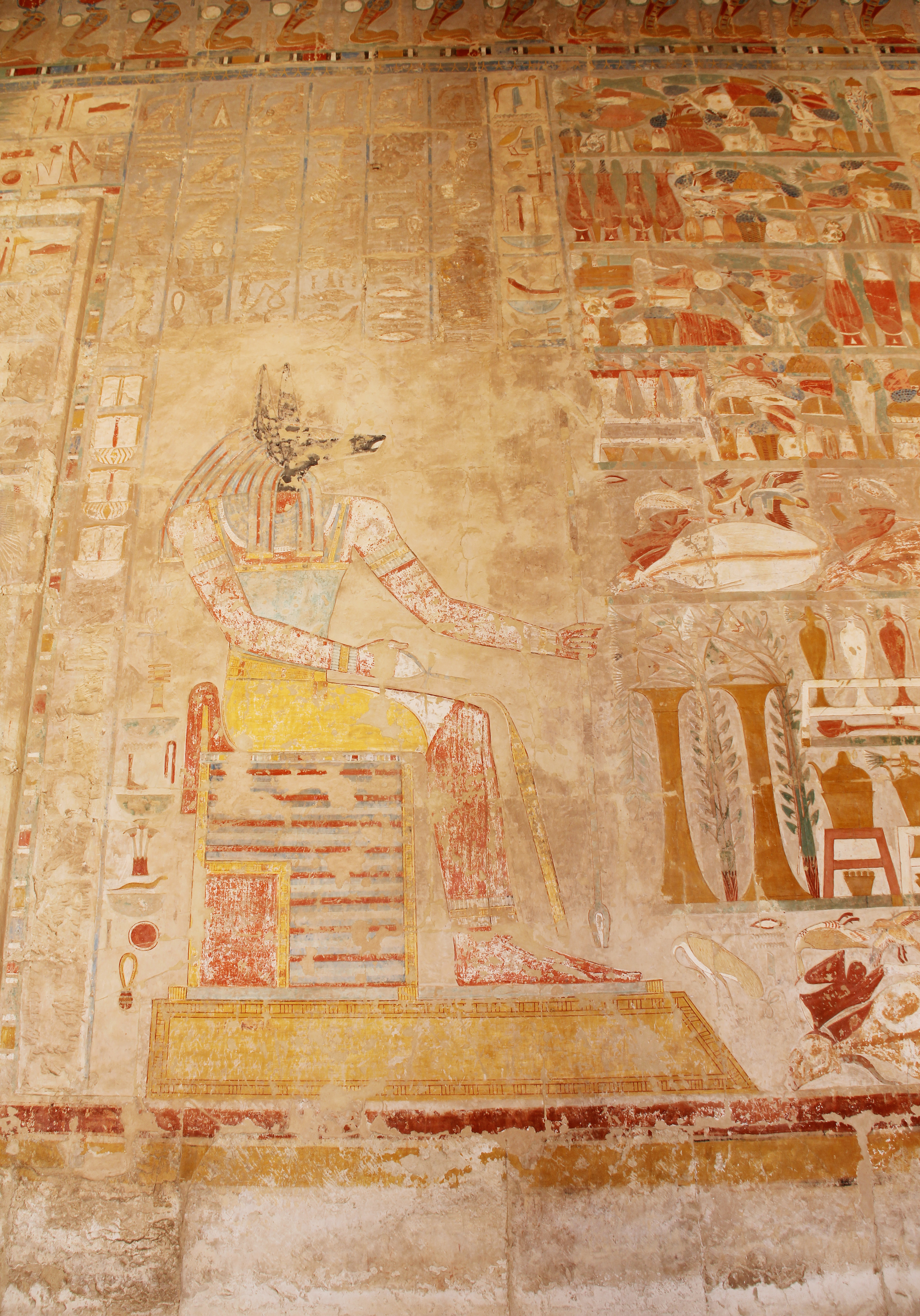
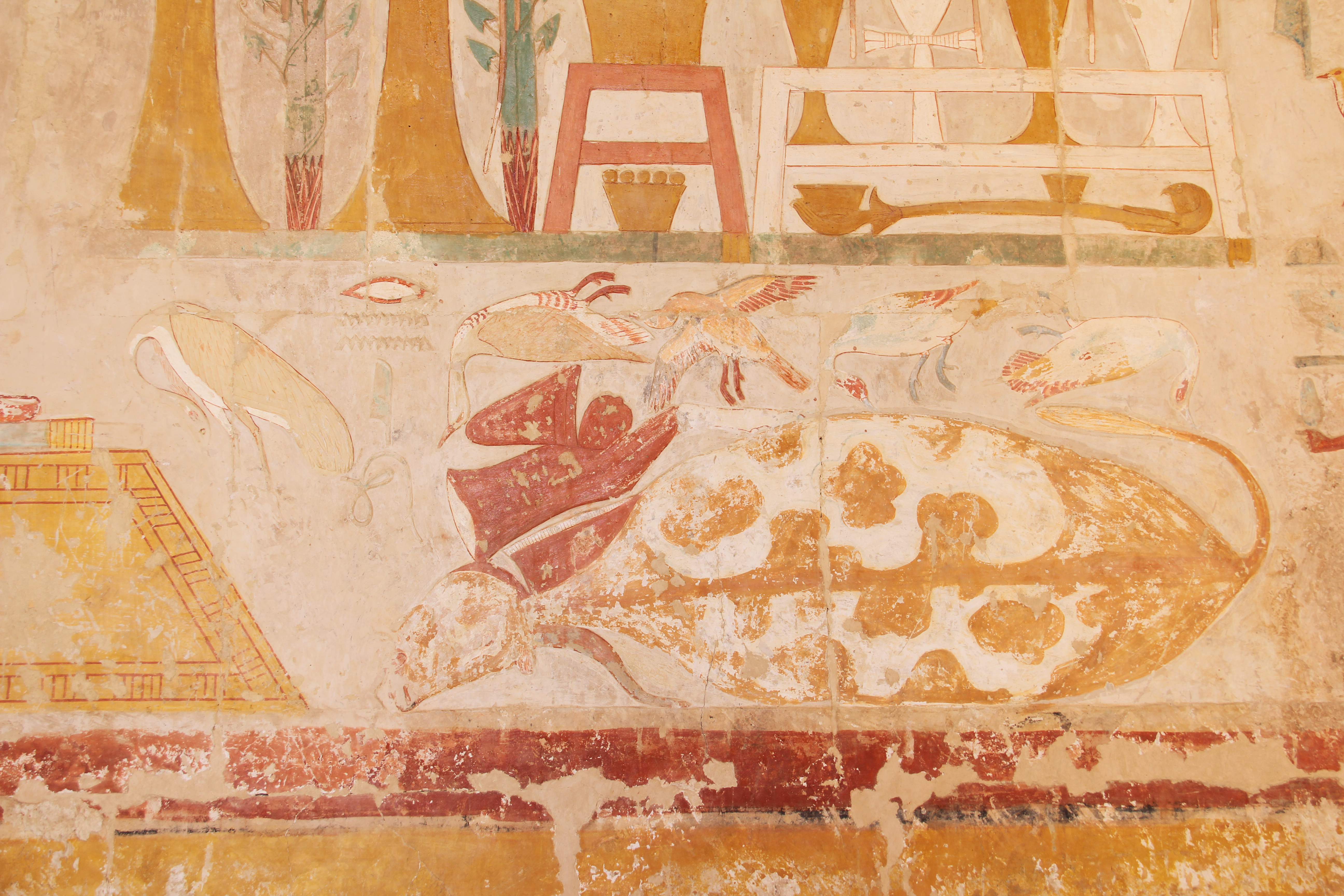
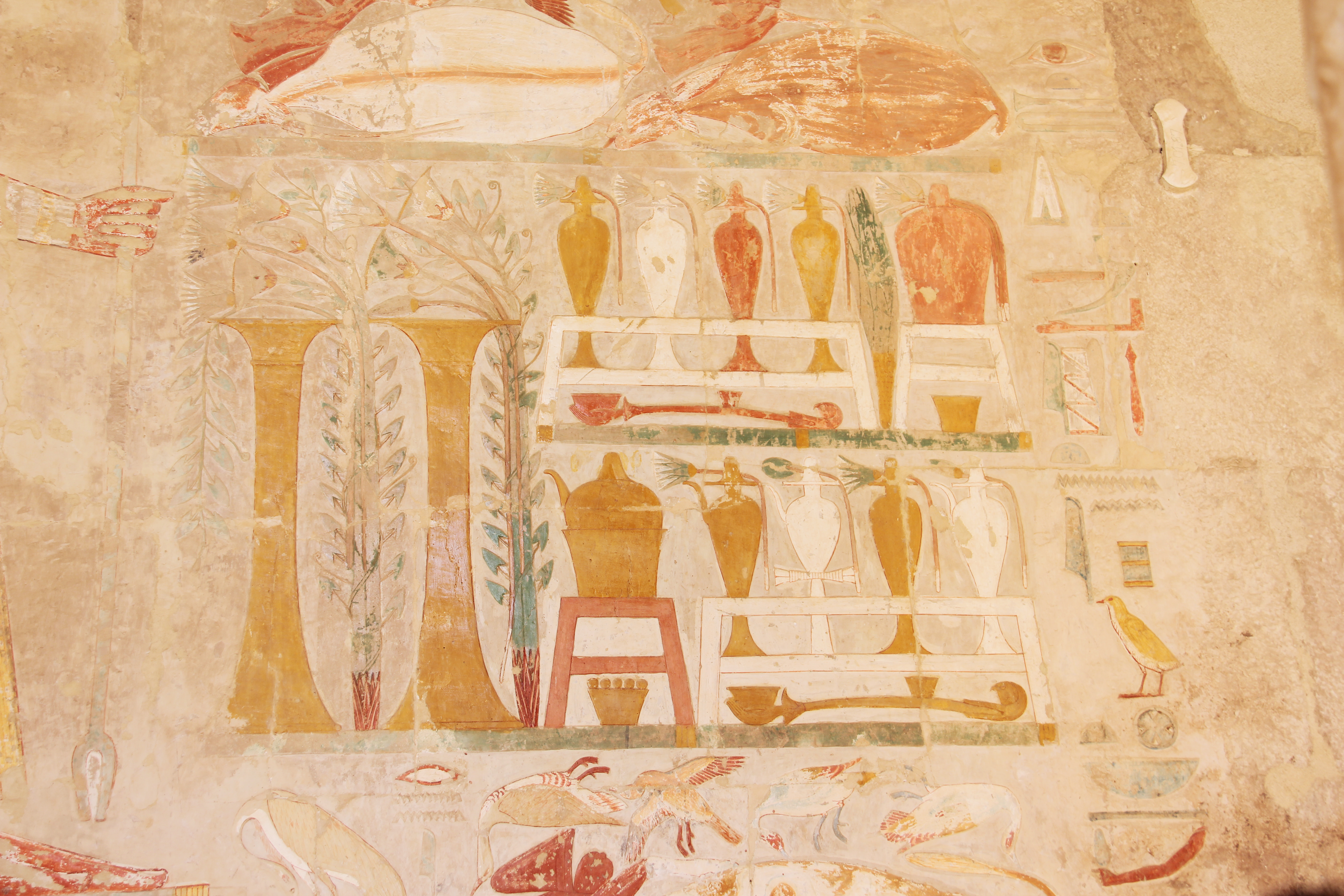
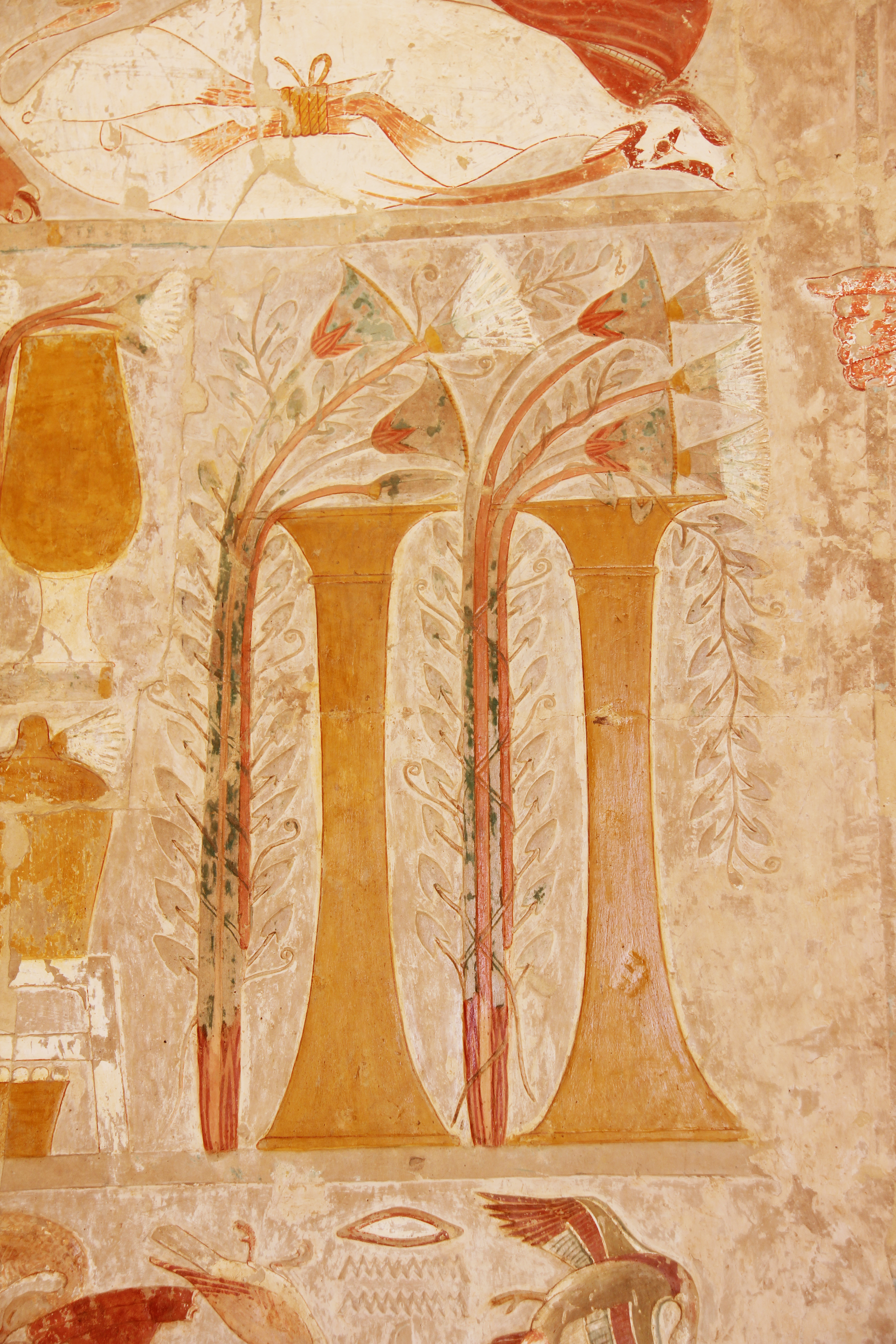
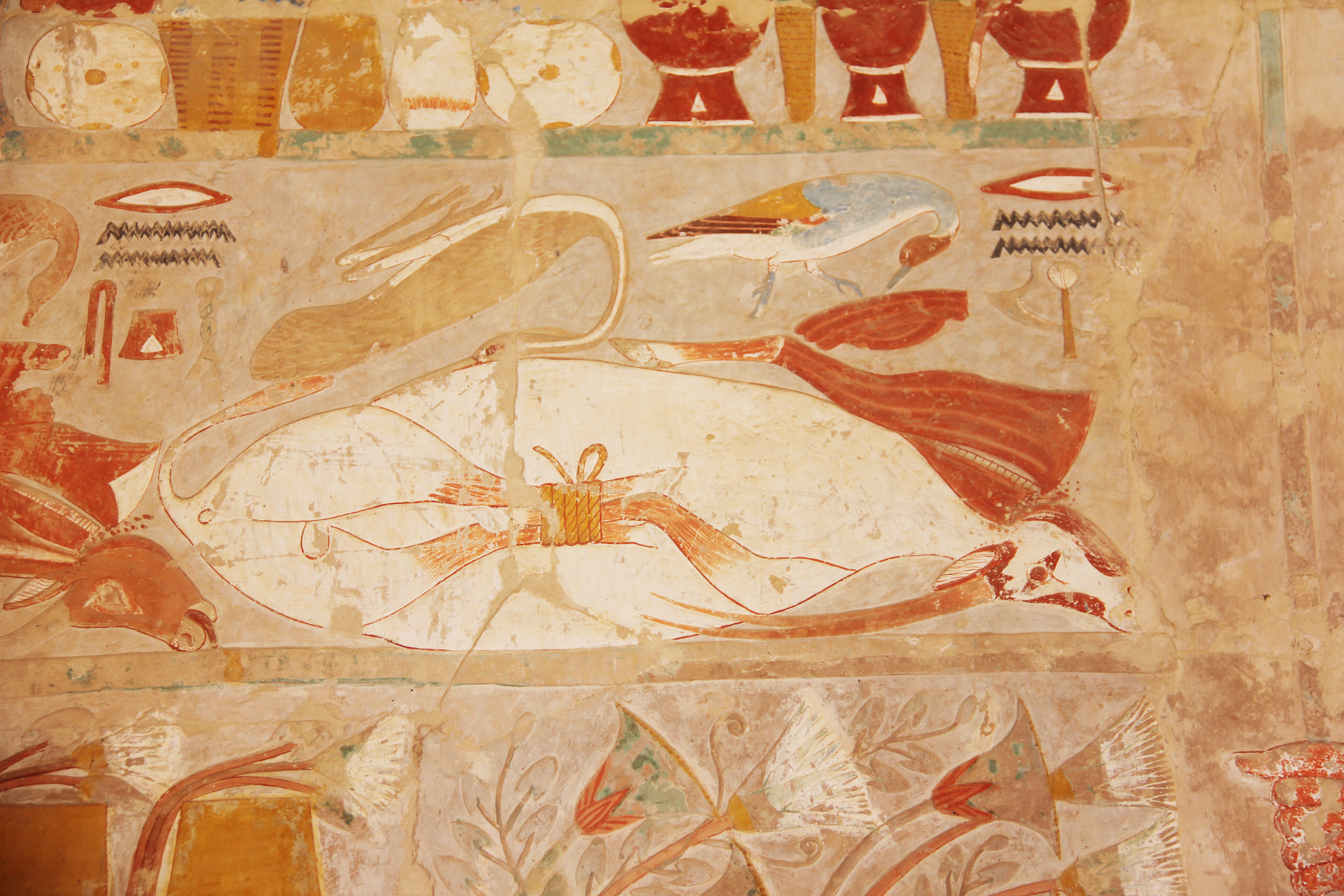
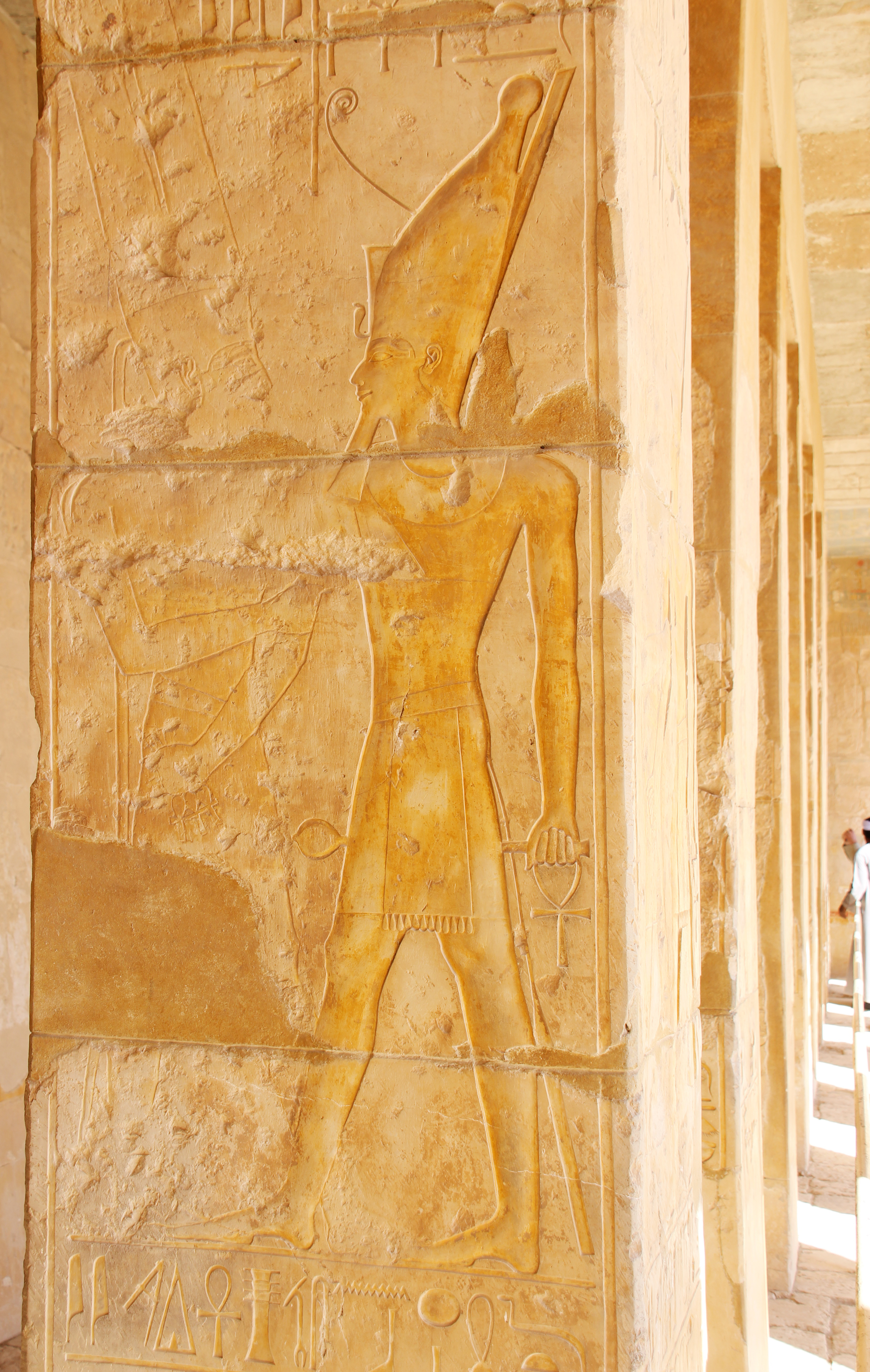
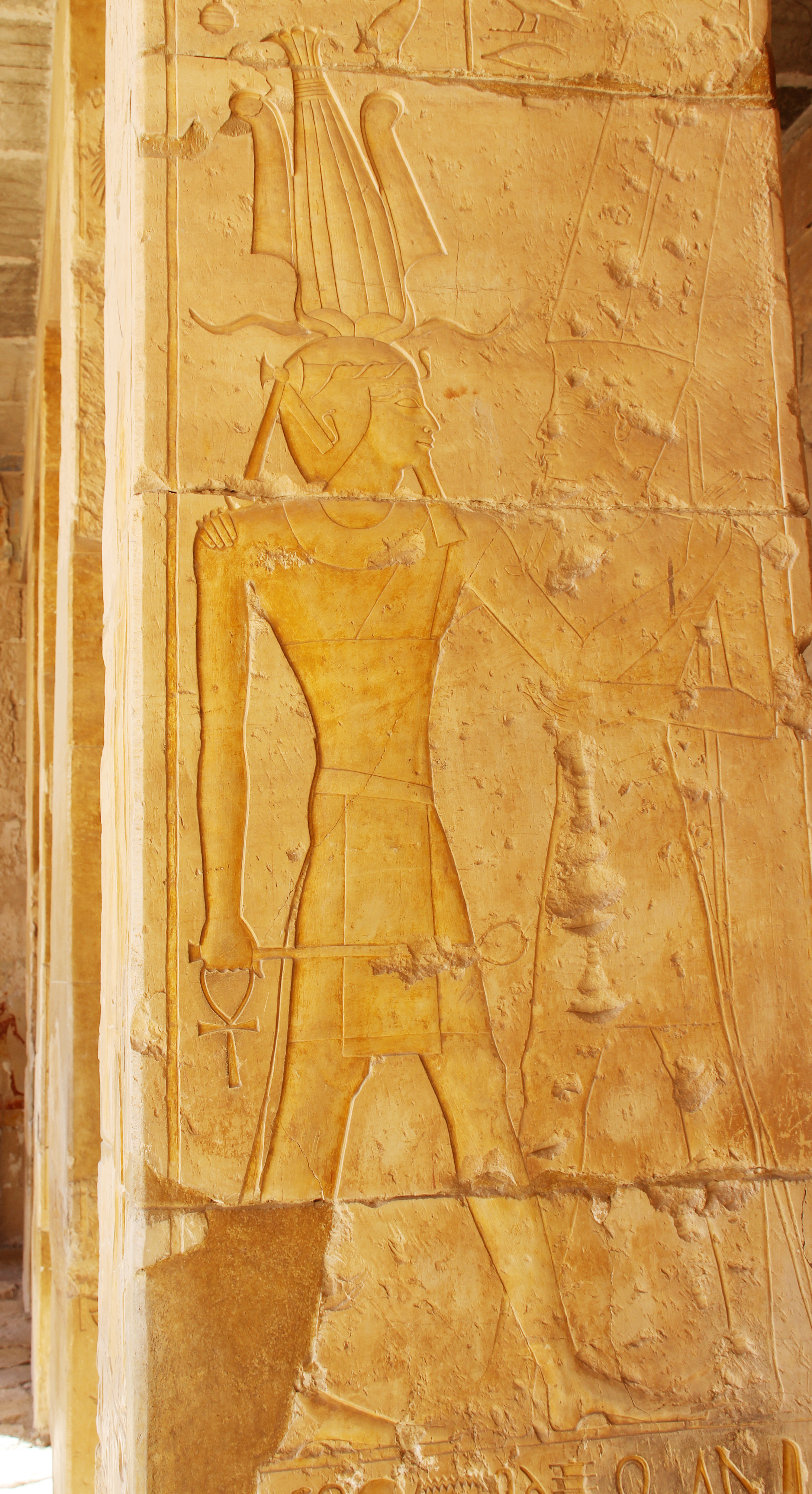
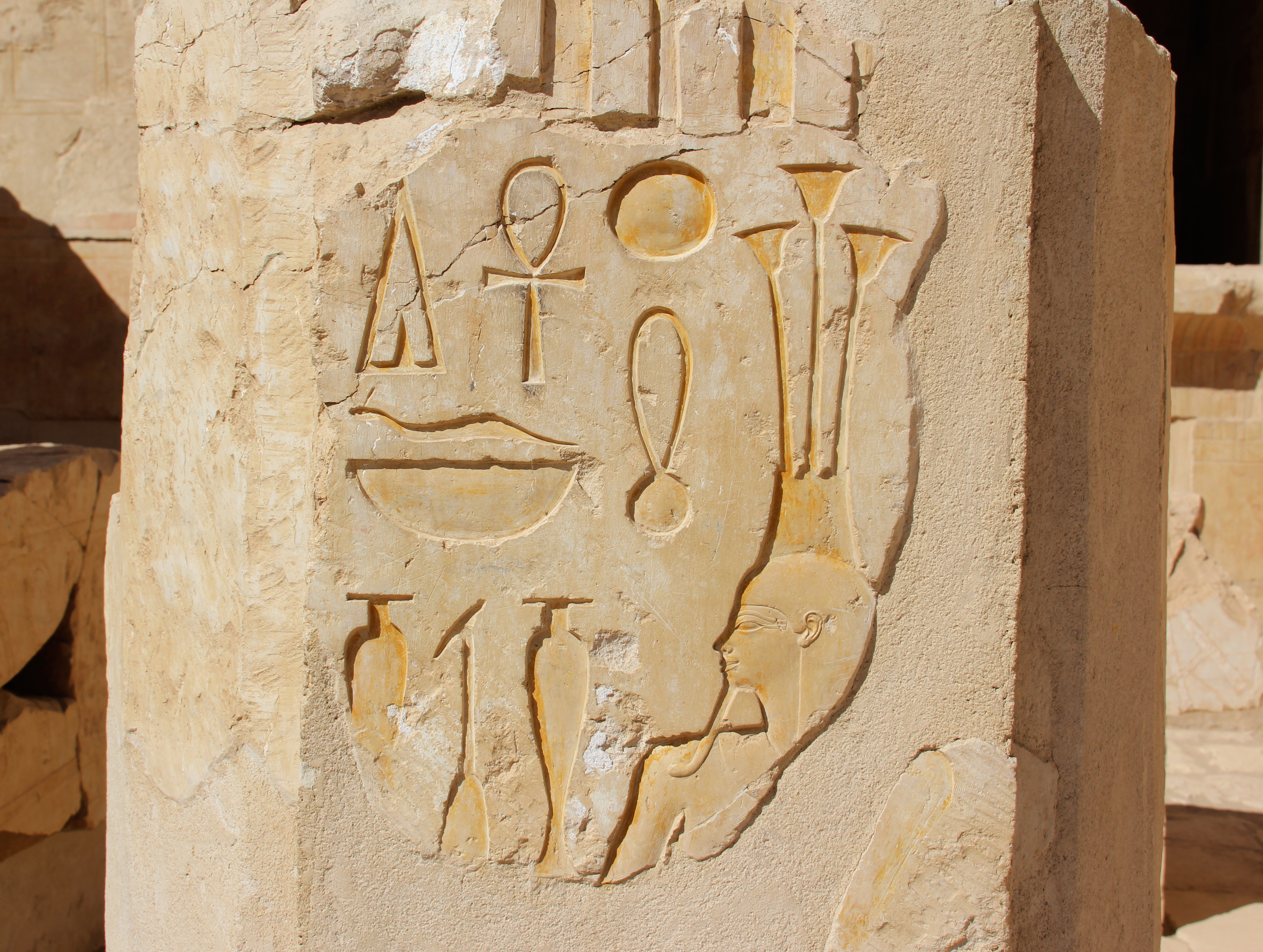
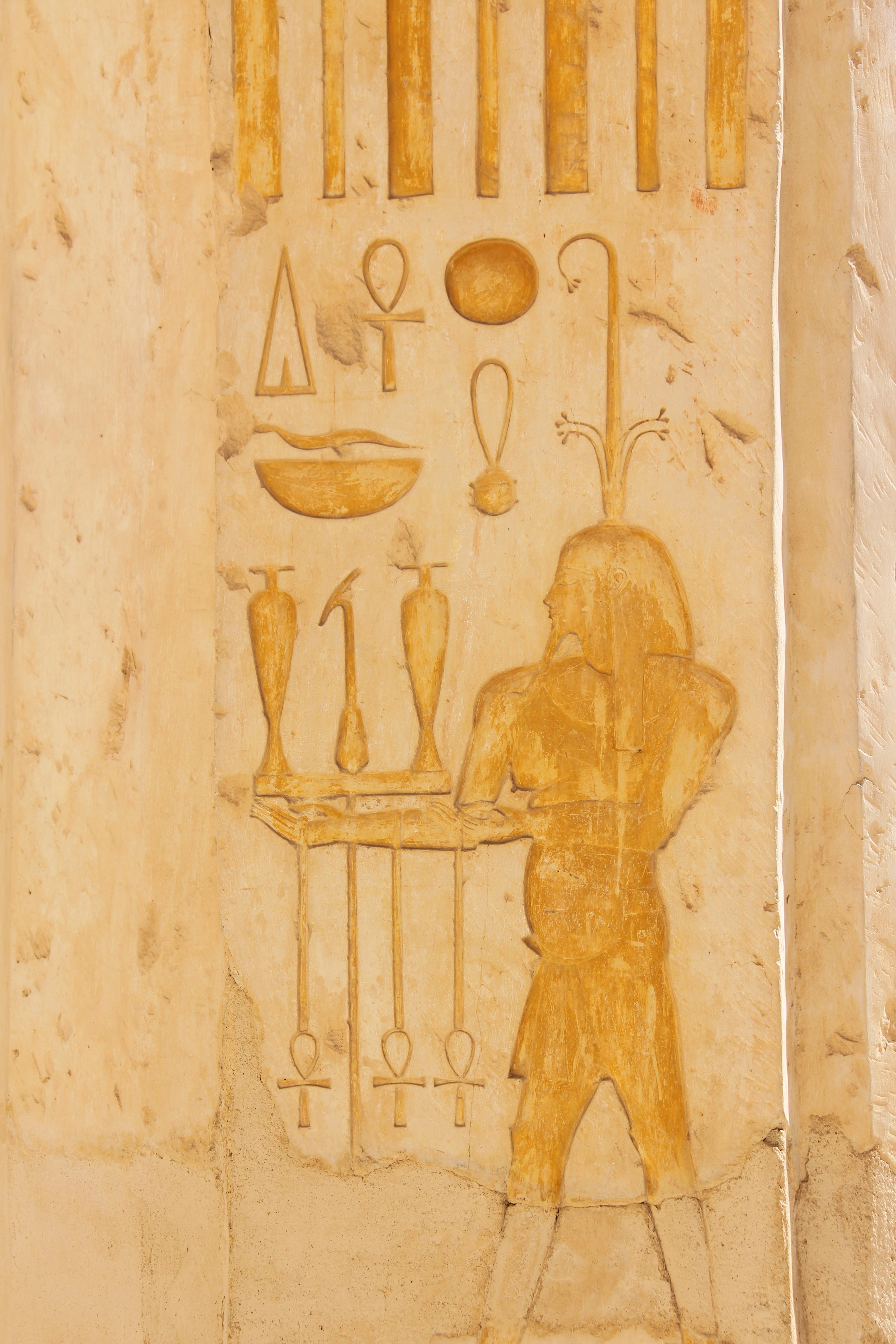
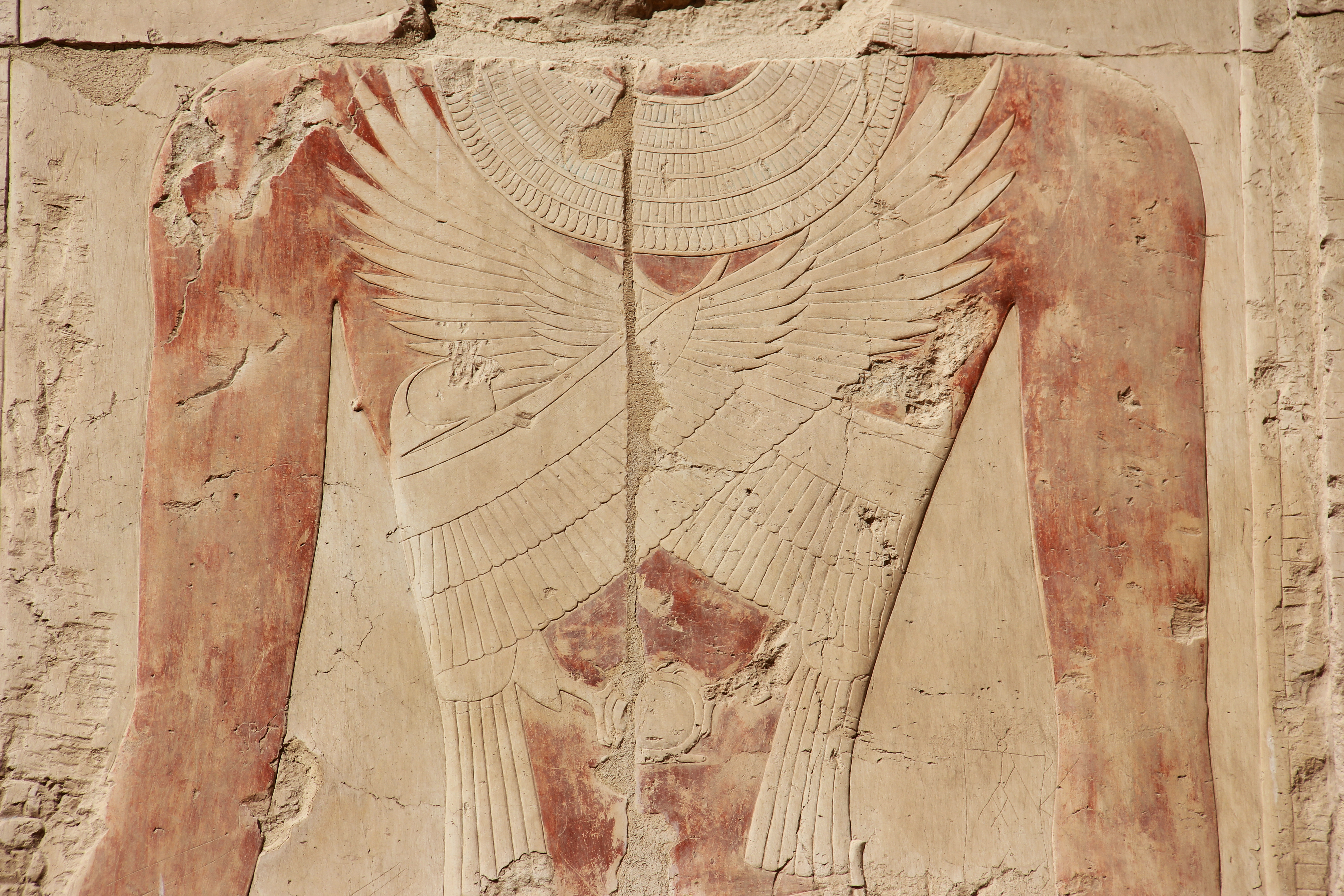
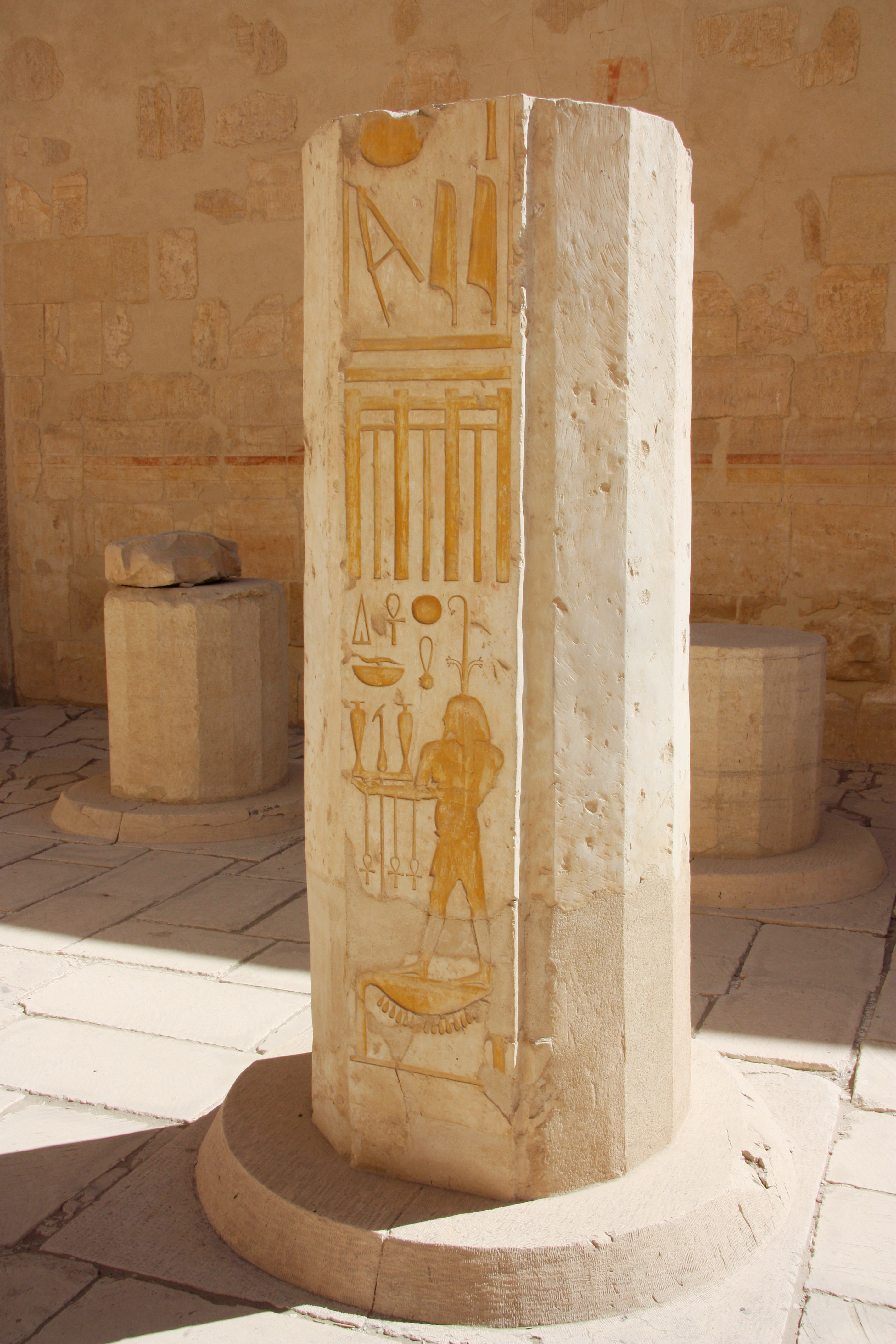